# 古見さんは、コミュ症です。
『古見さんは、コミュ症です。』（こみさんはコミュしょうです）は、オダトモヒトによる日本の漫画作品。『週刊少年サンデー』（小学館）にて、2016年25号から2025年9号まで連載された。
コミュ症（#用語参照）の女子高生と、普通の男子高校生の交流を中心に描いたコメディ作品。もともと『週刊少年サンデー』2015年42号の企画「新世代サンデーグランプリ」にて掲載された同タイトルの読切が人気を博したことから連載に至った。2025年3月時点でコミックスの全世界累計発行部数は1600万部を突破している。また2022年には第67回小学館漫画賞少年向け部門を受賞した。
2021年9月にNHKでテレビドラマ化。同年10月よりテレビ東京ほかにてテレビアニメ化され、2022年4月より第2期が放送された。

## あらすじ
私立伊旦高校1年生の古見硝子は登校初日で学校のマドンナの地位を築く「容姿端麗」「成績優秀」「スポーツ万能」な人気者だが、人と話すことを極度に苦手としている。入学初日、同級生の只野仁人は彼女の秘密を知ってしまうが、筆談をかわすうちに彼女の「友達を100人作る」という夢に協力することになる。一方、伊旦高校は県下有数の進学校という触れ込みだがアクの強い生徒ばかりが集まる学校であり、古見と只野が目標を達成するためには前途多難な日々が続くのだった。

## 登場人物
声の項はテレビアニメ版の声優。

### 主要人物
古見 硝子（こみ しょうこ）
声 - 古賀葵
「古見さんは、コミュ症です。」
主人公。私立伊旦高校の1年1組→2年1組→3年1組学級委員長。長身で黒髪ストレートロングの美少女。家族以外とは会話もままならない重度の「コミュ症」だが、それを克服して「友達を100人作りたい」という夢を抱いている。
性格は内向的で臆病。優しく友達思い。自己肯定感が低く他人の反応に敏感で、自他の言動に動揺、狼狽する場面も多いが、いざとなれば自分を曲げない芯の強さがある。育ちがよく、家族以外には敬語で話す。成績優秀で運動能力も高い。料理と読書が趣味。自分のぬいぐるみには全て名前をつけている。大の猫好きだが猫からは避けられがち。高校入学時より携帯電話を使用していたが、高校3年でスマホに機種変更している。雷が苦手で、自転車には高校2年まで乗ることができなかったが、特訓して乗れるようになった。一人称は「私」。
その美麗な容姿から、意図せず登校初日から周囲に不可侵のマドンナ的存在に持ち上げられてしまい、コミュ症もあって孤立。しかし、隣の席の男子・只野に素の自分を知り、理解してもらったことから、彼の協力で友達作りを始め、次第にコミュ症を克服して成長していく。なお、友人には長名が用意した手帳「古見友人帳」に名前などを記入してもらっている。
1年次では只野の協力で徐々にクラスの友達を増すが、進級してそのほとんどが別のクラスになってしまった。だが隣の席の女子・万場木と親友になり、只野の助けもあって最終的に2年生のクラスメイト全員と友人になる。3年次では、それまで友人がいない生徒を集めたクラスに在籍させられたが、クラスメイトと関わるために自ら学級委員長に就任。彼氏になった只野に支えられながら、さらなる友人作りを努力している。また、友人作りを通して成長し、さらに海外まで自分の世界を広げたいと思うようになっている。
当初は他人と口頭で会話しようとすると激しく震えてしまい、常にノートと筆記用具を持ち歩き、コミュニケーションは筆談で行っていた。どうにか会話ができたのは只野のみだったが、次いで万場木、そして次第にたどたどしくはあるが、誰とでも会話ができるようになっている。
最初の友達で理解者の只野を信頼しており、彼といる場面が多い。当初は、異性への「好き」という感情がよくわかっていなかったが、加藤・佐々木との恋バナをきっかけに、自身の只野への恋愛感情を自覚する。2年次の文化祭で万場木から只野への好意を打ち明けられ、以後、万場木とは親友で恋のライバルとなる。しかし、自分から只野に告白することはついにできず、告白は万場木に先を越されてしまう。2年次のバレンタインデーの夜、万場木を振った只野から告白され恋人となった。ふたりの交際は2年1組のクラスメイト全員から応援されており、互いの家族からも公認されている。
只野との交際では、態度には出さないがべた惚れで、甘えたがりでさみしがり屋。古見の方が奥手の只野に対して押し気味で、スキンシップでは頭を撫でてもらうことを好む。3年1組に進級後の女子会でちゅー（キス）の話をしてからキスを意識し、最初は手の甲にキスしてもらう。その後の只野とのファーストキスは残念ながら事故によるものだったが、夏祭りの日に改めて合意でキスを交わた。以後、歯止めなくキスをしたがるようになっており、ふしだらな自分を自覚し猛省している。
誕生日は12月25日。
人気投票 第1位
只野 仁人（ただの ひとひと）
声 - 梶原岳人
「只野くんは、ただの人です。」
副主人公。1年1組学級委員長→2年1組学級委員長→3年1組学級委員長補佐。容姿、学業成績、身長、体重など、全てが地味で「普通」な男子。反面、あらゆることを「普通」にこなせる万能の才能の持ち主。性格は善良で小心者。誰にでも丁寧で親切に接するお人好し。空気を読み、他人の気持ちを察することに長けており、長名はそれを「心を読む能力」と評している。そうした人柄と能力から、しばしば周りから仕事を押し付けられるが、人間関係の調整役やトラブルシューターとしても活躍する。好きなタイプは切れ長の美人。一人称は「僕」。
1年次にクラスのマドンナ・古見と隣の席になるが、偏見なく普通に交流していたことで、本当の彼女が会話さえできない重度の「コミュ症」で、しかし切実に友人を欲していることを知る。そのことから古見の人生そして学校生活で最初の友人・理解者となり、以後、彼女の友達100人作りに協力していく。
しばらくは、古見と親しく接することをやっかまれ、クラスメイトに虐げられることもあったが、その人柄から徐々に友人が増え、2年次は片居、成瀬、米谷らと友人グループになる。クラスメイトからも人望を集めて、2年生を終えるころには2年1組のクラスメイト全員から一目置かれる存在になった。担任教師からは、人の良いところを見つける観察眼と気配りを評価され、進路に関して教師になることを強く勧められている。3年次では只野を巡って同性の友人たちから争奪戦が行われるほどの人気者になった。
古見には初対面時に一目惚れしたが、縁のない相手であり自分の好意はただの憧れとして否定し続けていた。だが次第に彼女を意識し、古見からも好意を寄せられるようになる。一方、その別け隔てなく親切にする人柄から、2年次には万場木からも好意を寄せられ、バレンタインデーに告白される。一度は交際をOKするも、それをきっかけに自身の古見への好意を自覚。古見を選び交際を始めた。
古見との交際では、羞恥心や周辺の反感に臆することなく交際を宣言するなどイケメンな覚悟を固めている。古見への態度は責任感が強く誠実。しかし奥手で、どちらかといえば甘えたがりの古見にリードされている。交際は全校生徒と教師、互いの親、弟妹の公認で、周辺から温かく見守られているほか、古見の両親からも非常に好かれており、極めて良好な関係を築いている。
中学生時代に重度の中二病だった時期があり、中二病には理解がある。当時、片思いしていた河合に失恋したショックから中二病を卒業し、上記したような高校での人柄へと成長した。河合とは高校3年生で再会し、逆アプローチされるもきっぱりと断り、彼女に当時の自分の態度を謝罪した。
1年の文化祭で女装させられてから女装する機会が度々あり、彼の黒歴史になっている。女装した「只野くんちゃん」には一部の男子クラスメイトから人気があり、妄想の対象ですらある。
誕生日は9月29日。
人気投票 第2位
長名 なじみ（おさな なじみ）
声 - 村川梨衣
「長名なじみは、馴染んでいる。」
1年1組副学級委員長→2年1組副学級委員長→3年1組副学級委員長。誰に対してもあっという間に距離を詰め、親しくなれるという驚異的なコミュニケーション能力の持ち主。落ち着きがなくゲーム全般やイベントが大好きな遊び人で、たびたび突発的に、大小さまざまな規模のイベント、ゲームを開催してクラスメイトたちを巻き込んでいる。反面、勉強が大嫌いだが、学業成績は比較的良い。虚言癖があって言動が一致しない。また、ユニセックス的な見た目のため性別も不明。中学時代は男子生徒の格好をしていたが、高校では女子生徒っぽい格好（ブラウスやスカートなどは他女子生徒と同様だが、リボンではなく男子用のネクタイを着用）をしている。転校を繰り返しているせいか、古見や只野を含む学校の生徒全員と幼馴染であり、只野とは中学時代に同中で、彼の黒歴史を知り尽くしている。一人称は「ボク」。
友人の数が異様に多いため、ダブルブッキングどころか三重、四重に予定がかち合うことも少なくない（13巻時点での最大記録はミリオンブッキング）。アメリカに修学旅行にいったときは、現地でも友人（？）を増やしていた。神出鬼没だが、只野、古見の近くにいることが多く、正月には当たり前のように只野の家にいたり、只野家の家族旅行や帰省にもごく自然に混じっている。
古見とは小学2年生の時に初めて会っているが、唯一初対面で友達になれなかった相手としてトラウマとなっており、当初は直接目を見ることさえできず、只野を介さないと意思の疎通もままならなかった。しかし古見の実像を理解したことで普通に接することができるようになり、只野と共に古見の友人100人作りにも（気まぐれに）協力し、「古見友人帳」を古見に与え、友人候補を紹介したり、学年が進むたびにその進捗をチェックしてもいる。
古見と只野が交際してからは、ふたりの交際の安寧を守るため、2-1の他のクラスメイトは一致団結して長名から隠蔽しようとしていた。しかし長名は只野と古見を一目見てあっさり看破。クラスメイトの懸念通り、ふたりの交際を直ちにSNSで全人脈に暴露した。
長名が定期開催する期末試験勉強会「絶対にうるさくしてはいけないテスト勉強in図書館」では、2年生まで図書委員長の檎林美（ゴリミ）先輩が天敵で、いつも真っ先に退場させられていた。
誕生日は4月1日。
人気投票 第6位

### 私立伊旦高校
作中では、「県内有数の進学校でありながら試験方法は面接のみ!（筆記試験も体面上実施）合格基準は個性!『奇人』『変人』『はぐれ者』『異端者』などのアクの強い者だけが集まる学校!」と語られている。

#### 1年1組の女子
コミュ130以降古見が2年生に進級した際にはほとんどの女子が違うクラスになったことが語られている。
上理 卑美子（あがり ひみこ）
声 - 藤井ゆきよ
「上理さんは、あがり症です。」
1年1組→2年?組→3年5組。図書委員を務める、メガネっ娘。あがり症で他者からのプレッシャーに弱く、自分に自信が持てず卑屈な態度をみせる。一人称は「私」。古見のことをひそかに慕っており、彼女と只野からの「友達になろう」という申し出を恐れ多いと断ろうとしたが、最終的に「古見のイヌ」という形で了承する。
かなりの食通であり、ラーメンを始めとした食に関する話題では、普段の卑屈な人格から一変して饒舌かつ強気な態度を見せる。グルメサイト「ぐるなべ」のカリスマレビュアー「ラーメンが主食」としての活動も行なっており、彼女がレビューを書くと、次の日には長蛇の列ができる。万場木と比肩する巨乳でもあるが、中学校の修学旅行の入浴時に「肉だんご」と呼ばれたことがトラウマになっているため、本人はそのことを快く思っていない。
期末試験勉強の際に定期開催される「絶対にうるさくしてはいけないテスト勉強in図書館」における「図書委員ハリセン部隊」のひとり。
誕生日は4月30日。
人気投票 第19位
山井 恋（やまい れん）
声 - 日高里菜
「山井さんは、ヤンデいる。」
1年1組→2年3組→3年4組。1年1組の女子グループのリーダー的存在で、取り巻きも多い。本人は「普通の高校生」を自称するが、古見のことを「古見様」と呼んでひそかに崇拝しており、校内の古見の熱狂的なファンである「古見教信者」からは「司祭」と呼ばれている。古見への好意や劣情が強すぎるあまり、ときどき精神的に病んだ状態になるが、その度に古見の清廉さにあてられるなどして欲望を発散し「浄化」されている。一人称は「私」。
古見に近づこうとする者、特に只野に対して攻撃性を露わにする傾向がある。最初期に、古見から只野を引き離すために只野を監禁したことで古見を本気で怒らせ、一度は友人関係を拒否されたが、紆余曲折を経て友達になった。それ以降も、隙あらば古見を狙っている。古見に送られるラブレターを処分するため、毎朝必ず古見の下駄箱を覗くようにしている。
基本的には面倒見の良い性格で、友人としては頼りになることも多い。鬼ヶ島が激怒した時は、古見と只野に適切なアドバイスをしている。お正月にハワイ、お盆にヴェネツィアに行くなど自宅は相当に裕福らしい。海外旅行の度に、現地の言語混じりで話しマウントをとってくる。
2年生に進級してからは、クラスメイトで万場木と仲の良いギャルズ（ゆかぽよ、むーたん、ゴンザレス）と打ち解けている描写がある。
古見と只野の交際を知った時は、只野への殺意を漲らせて2年1組に現れるが、只野と古見の互いを庇う姿に撃退される。その後1週間自宅に引き込もるが、やがて来訪した古見と話をし、只野の人柄に一定の評価を示して、古見に「認めないけど認める」と答えた。以後、ストレスを抱えつつも大人しくふたりの交際を見守っている。
同じく古見に好意を寄せる中々とは古見との親密度を巡って言い争う犬猿の仲で、試験でも同点というライバル関係にある。2年生に進級してクラスに馴染めない中々を気にかけており、煽るような形ではあるが小帖佐、半屋、菩茶のグループに入れるよう誘導している。また音楽経験があり、ヴァイオリン、ピアノが演奏できるため、文化祭では毒舌を吐きながらも中々たちのバンド「ぺろらび」に演奏を指導、キーボード担当として加わりライブを行った。以後はバンドメンバーの小帖佐、半屋、菩茶とも交流を持ち、中々ともいがみ合いつつも距離が縮まっている。中々とは3年生でも同じクラスで、中々のことを思春と呼び捨てにしている。
大闘争ヌマブクロブラザーズSPECIAL世界戦闘力 9億（21巻）→10億180万（30巻）
誕生日は11月8日。
人気投票 第15位
鬼ヶ島 朱子（おにがしま あかこ）
声 - ブリドカットセーラ恵美
山井グループのひとり。コミュ2で初登場を果たし、3巻おまけで既に「友達100人できるかな？」リストに加わり、度々モブ以上メイン未満として登場しながら、コミュ121にてついに初のお当番回と相成った。
口元にいつも見える八重歯と赤みがかったショートのくせ毛が特徴的な少女。いつも笑顔で明るく、只野相手でも分け隔てなく挨拶する人柄の良さは「こんな幼なじみが欲しかったランキング」1位とまで評されるが、小学校からの付き合いである山井曰く「ストレスがMAXに達すると鬼と化す」。ストレスの解消法はご飯、お風呂、睡眠、バッティングセンターのみ。一人称は「あたし」。
誕生日は2月3日。
人気投票 第22位
岸 姫子（きし ひめこ）
声 - 内田真礼
1年1組→2年?組→3年1組。山井グループのひとり。長身で金髪ポニーテール、スタイル抜群で寡黙な美少女。騎士のように西洋甲冑風の篭手や鉄靴を身に着けている。バレー部所属。幼少期から剣道、柔道、空手、フェンシング、乗馬を修める才女であるが「仕えたい欲」があり、自分が仕えるに値する主人を求めていたところ古見と出会い、内心で一方的に古見に忠誠を誓い、古見を「姫」として仕えることを決めた。以後、陰に陽に古見を守ることに充実を感じている。「古見親衛隊」の発起人であり、常に古見に近づく不審者がいないか警戒し、不埒な行為を働こうとする山井らにしばしば制裁を加えている。3巻おまけにて「友達100人できるかな？」リストに加わり、6巻のおまけページの古見友人帳にて名前が判明した。
3年次で再び古見や只野と同じクラスになり、只野と交際をはじめた古見から対等な友人関係を求められ、姫（古見）にはもう騎士（只野）がいると悟ったことで、自分の存在意義を喪失してグレたが、古見を守ることが岸のコミュニケーションなのだという只野のアドバイスを得た古見から「岸さん自身のことをまず第一に考えた上でなら、ぜひ守ってほしい」との言葉を得て復活した。それ以後は、古見とは互いの嗜好を打ち解け合うなど、対等な友人としてのコミュニケーションをとるようになっている。
｢推しカンガルー｣がいる。
誕生日は9月10日。
人気投票 第17位
矢田野 まける（やだの まける）
声 - 前島亜美
「矢田野さんは、負けず嫌いです。」
「矢田野さんは、強敵（ライバル）です。」
1年1組→2年3組→3年4組。古見にライバル心を抱いている少女。眼鏡をかけて前髪がおかっぱ。テストの点数や身体測定の結果など事あるごとに古見に勝とうとなりふり構わず奮闘するが、ほぼ毎回惨敗し、顔を歪ませて地団駄を踏んでいる。また、事実上負けていても本人的に「引き分け」としている場面も多い。特技は顔芸。服選びのセンスがあり、プライベートでは眼鏡とジャージを着用している。勝気（かつき）という名の兄がおり、兄妹でもよく勝負をしているらしい。一人称は「私」。
古見の「神」の地位と比べてか、自身のクラスでの地位を「しがない領民」と称する。実はファンクラブができる程度には人気があり、ファンからはどんな負け方をするのかと期待されている。
2年生では生徒会長選挙に立候補。生徒が支持者のポスターにシールを貼って人気度を調べるゲバ評掲示板では、彼女のポスターに「自分でシールを貼らないでください」の注意書きが添えられていた。結果は落選。
3年生では陸上部部長。万場木にバストサイズで勝ち目のない戦いを挑んでいる。最後の体育祭で古見に勝負を挑むも僅差で敗北した。
誕生日は1月3日。
人気投票 第27位
中々 思春（なかなか おもはる）
声 - 大久保瑠美
「中々さんは、中二病です。」
1年1組→2年3組→3年4組。怪しげな言葉をしゃべり、マルソート・レス・プリマベラが真名だと自称する中二病の子。左目を眼帯で隠し、左手に包帯を巻いている。趣味はゲーム。中二病キャラとしては尊大、傲慢な態度、セリフを好むが、素は優しく内気な照れ屋でぼっち気質。元中二病の只野に中二病キャラの底を見抜かれた時は赤面している。一人称は「私」または「我」。しばらくクラスに溶け込めずにいたが、中二病設定を利用して古見と友達になり、古見を「盟友」としている。なお、男子には隠れた人気があるらしく、6巻の男子妄想エピソードランキング（作者実施の非公式ランキング）では圧倒的な大差で1位を獲得。本人もまんざらではなかった。甘いものが大好き。
山井とは古見を巡って犬猿の仲で、出会うたびにどちらが古見と仲がいいかを競っており、その駆け引きは只野が引くほど殺伐とする。ふたりは口喧嘩でもゲームでも学業成績でもほぼ互角であり、互いが互いのツッコミ役ともなっている。2年生に進級してから2か月間、新しいクラスでの友達ができなかったが、山井が中々にちょっかいをかける形で仲介し、小帖佐、半屋、菩茶のグループと打ち解けた。以後、山井とはいがみ合いつつも距離が縮んでいる。夏祭りでは小帖佐たちを連れて古見を訪ね、ぼっちではないと安心してもらおうとするが、古見に真意は伝わっていなかった。
2年の文化祭前、小帖佐たちにカラオケでの歌唱力を買われ、ヴォーカルとして誘われる形でバンド「ペロラビオッソ（スペイン語で狂犬）（通称ぺろらび）」を結成。演奏指導をしていた山井もキーボードとして加わり、2年生の文化祭でライブを披露した。なお、バンド名の命名は中々による。
大闘争ヌマブクロブラザーズSPECIAL世界戦闘力 8億2000万（21巻）→10億120万（30巻）
誕生日は2月29日。
人気投票 第5位
井中 のこ子（いなか のここ）
声 - 潘めぐみ
「井中さんは、田舎者です。」
1年1組→2年、3年次不明。垢抜けない子。自分が田舎出身であることをコンプレックスにしていて、必死に隠そうとしているが、言葉が訛っているため田舎の出身であることはクラス中にバレている。古見を都会のオンナとしてひそかに憧れている。草遊び、川釣り、昆虫採集など田舎の野遊びに精通していて、古見と従妹の晶に色々教えている。一人称は「わだす」。
実は古見の祖母結子が住む田舎に実家があり、正月に帰省した古見と偶然遭遇し、巫女のバイトを古見と一緒にした。以前から結子とは知己で「こみの婆さま」と呼び慣れていたが、2年のお盆に結子宅で古見と再会したことで、結子の「古見」が硝子の「古見」と同じことに気がついた。
21巻時点で「友達100人できるかな？」リストに加わっていない。
人気投票 第24位
尾根峰 ねね（おねみね ねね）
声 - 青木瑠璃子
「尾根峰さんは、おねえさん。」
1年1組→2年?組→3年4組学級委員長。ほくろがチャームポイントのスレンダーな女子。姉御肌で面倒見が良く、周囲にもよく気が付くいい人で、何かと仕事を押し付けられがちな只野や他人と上手く話せない古見を気にかけ、何かと世話を焼いている。作中屈指の常識人であり、アクの強い生徒だらけの伊旦高校ではある意味で特殊な人。只野は「安定感がある」「安心できる」「任せてもいい」と評しており、信頼している。一人称は「あたし」。古見と只野の間の特殊な空気に初めて気づいたクラスメイトであり、ふたりの関係の進展を応援すると公言した最初の人物。しかし直接口を出すことは少なく、見守っていることが多い。
住んでいる家は庶民的な古い小さな平屋。まだ小さい弟が4人おり、5人きょうだいの長子として弟たちの面倒を見ている。2年のお盆の帰省時も親戚の8人の子供達の面倒を見ており、幼児を含めて短時間で点呼を仕込んでいる。
後述の尾鶏とは文化祭の準備がきっかけで行動を共にすることが増え、苗字に同じ字があることからコミックスでも尾尾（ビビ）っとコンビと呼ばれている。劇中でも「かえで」と名前で呼ぶようになるなど仲が良い。
誕生日は7月7日。
なお人気投票では古見、只野に続いて3位となっており、作者からも強いというコメントがあるくらい人気が高い。
尾鶏 楓（おとり かえで）
声 - 森山由梨佳
「尾鶏さんは、おっとりしている。」
1年1組文化祭実行委員→2年?組→3年4組。マイペースで度を超しておっとりしているが、実は結構思慮深いのかもしれない人。ゆっくりした会話テンポのため周囲の会話に遅れたりするが、コミュニケーションが苦手な古見が相手だとそれが幸いし、会話が成立する。一人称は「私」｡文化祭の準備中に古見と尾根峰と買い出しに行ったことがきっかけで、彼女らと友達になった。古見には、只野やなじみと接している姿を見て友達になりたいと思っていたと告げている。以後、尾根峰と特に仲が良く、尾根峰を「ねーねー」と呼んで一緒に行動することが多い。彼女の自宅にもよく遊びに行っているらしく、彼女の弟たちからも「かえでねーちゃん」と呼ばれており、親しい様子が窺える。
目を離すと勝手に動き回って行方がわからなくなる。場合によっては一瞬で姿が消える。そのため、修学旅行でニューヨークを訪れた際は、常時尾根峰が手を繋いで管理していた。
自宅は城ともいえるほどの豪邸であり、迷子になることがある。山井よりも裕福な家庭であることが窺える。
誕生日は6月10日。
人気投票 第7位
加藤 三九二（かとう みくに）
声 - 内村史子
1年1組→2年2組学級委員長→3年4組。修学旅行で古見と同じ班になったクラスメイト。三つ編みを編み上げた髪形とメガネが特徴。元プロ棋士の祖父から将棋を習っていて将来は女性初のプロ棋士志望。男性のプロ棋士とも対等に渡り合うことを目指している。実家は裕福な家庭であり、自宅は敷地が広い和風の豪邸。トイレが黒いとのこと。自宅では着物で過ごしている。一人称は「私」。
修学旅行では佐々木と共にクラスのヒロインである古見を楽しませようと奮起するが、古見と共に行動するうちに彼女の実像が普通の女の子であることに気付く。佐々木との仲違いを古見に仲裁してもらったことから古見、佐々木と友人になり、古見と只野の関係の進展を応援している。片居が気になっていて、目が鋭いところが良い、とのこと。「今日からコレは」というマンガを愛読しており、登場人物の不良キャラが片居に雰囲気が似ていることが古見と佐々木にからかわれており、からかわれると照れ隠しに相手を肩パンする癖がある。
修学旅行以後、佐々木とは親友になり、共に古見の恋を応援しつつ、自宅にて古見に恋の進捗を根掘り葉掘り尋ね報告させる女子会を定期的に開催するようになった。その後、万場木や阿瀬の恋愛事情にもアンテナを伸ばし、潔も含めて女子会に引きずり込んでいる。女子会では、限られた情報から棋士ならではの読み（洞察）の鋭さで恋愛事情を把握する。恋バナを聞くことは彼女の将棋の強さをパワーアップさせており、将棋会館での公式戦が重なった古見と只野君のホワイトデーのお返しデートでは佐々木主催の尾行に不参加、苦戦し投了する直前で佐々木からの緊急電報「キンキュウ タダコミ テヲツナグ」を受け取り、盛り返している（連載時の柱によれば逆転勝利した模様）。
名前の元ネタは元プロ棋士の加藤一二三。母の名前は八九七（やくな、旧姓は瀬和）。
人気投票 第21位
佐々木 あやみ（ささき あやみ）
声 - 髙橋ミナミ
1年1組→2年2組→3年4組。修学旅行で古見と同じ班になったクラスメイト。ヨーヨーが得意で、根っからのエンターテイナー。そのパフォーマンスは既に世界レベル。本人は女の子がヨーヨーにのめりこんでいることを恥ずかしいと思っていたが、加藤と古見からリスペクトを受けて考えを改めた。将来「Y.Y.般若」という名前でヨーヨーのパフォーマーとして大成することが示唆されている。お盆には、老人に指導を受けながらヨーヨーで滝を切り裂く練習をしている様子が描かれていた。
修学旅行では加藤と共に古見を楽しませようと意気込む。だが古見と共に行動するうちに、彼女の実像が普通の女の子であることに気付き、友達になった。
修学旅行以後、加藤とは親友で、共に古見ら恋愛事情のある人達を引きずり込んで恋バナトークの女子会を主催する。他人の恋バナが好物で、古見の恋と加藤の恋も冷やかし半分ではあるものの応援している（ただし、物凄く悪い顔をする）。本人も恋愛に飢えている様子。また、女子会では内緒の話についてとても口が軽い。一人称は「私」。
大闘争ヌマブクロブラザーズSPECIAL世界戦闘力 10億9065万（21巻）

人気投票 第16位
左藤 甘美（さとう あまみ）
声 - 向井莉生
「左藤さんは、人に甘い。」
1年1組→2年5組→3年?組。前から見て古見の左側の席のクラスメイト。他人に甘く、物事を頼まれると何でも「いいよ」と答える。自分も気分がいいという理由から人に優しくしており、頼みごとを断らない。古見から逆に頼みたいことを尋ねられ、実は、自主的に毎日一番早く登校して教室をひとりで掃除し、クラスメイトに教室一番乗りの快感を味わってもらうために、一旦立ち去っていたことを打ち明け、手伝って欲しいと頼む。それに古見と只野は快諾し、親交を結んでいる。以後、1年1組では毎朝の掃除が日課となった。
牛路田、前田と共に社会民族研究部に所属。2年次では生徒会長に立候補しているが落選した。恥ずかしがると「秘技もみあげぺけ隠し」を使用する。
人気投票 第29位
牛路田 影子（うしろだ えいこ）
声 - 内山茉莉
1年1組→2年2組→3年?組。古見の席の後ろのクラスメイト。社会民族研究部所属。左藤の性格を心配していて、人からの頼み事にダメだと言わせる練習もさせている。また前田の性癖をのぞかせる下品な発言にツッコミを入れている。熟女好きの前田に好意があるらしく、自分も年を取れば彼の恋愛対象になることを知り、30年くらい好きに生きようといっていた。
人気投票 第84位
（名前不明）
名前は不明だが、メイド姿のクラスメイトがいる。8巻おまけに「古見親衛隊 処理班」として登場する。アニメでは米谷の前の席に位置する。

#### 1年1組の男子
地洗井 茂夫（ちあらい しげお）、園田 大勢（そのだ たいせい）、忍野 裳乃（しのびの もの）
声 - 赤羽根健治（地洗井）、佐藤悠雅（園田）、小野賢章（忍野裳乃）
山井グループと一緒にいることが多い男子グループの3人（只野からはまとめて「クラスのイケてるグループ」と評された）。長名曰く、たいていワックでだべっている。
地洗井は茶髪の軽薄な雰囲気の男子、1年1組→2年2組→3年?組。園田はオールバックの髪型の男子で、共に体育祭にてクラス対抗リレーに出場している。忍野は教室で只野の後ろの席の男子で、忍者風の鉢金とマスクとマフラーを（例えプールでも）着用している。地洗井はまけるちゃんファンクラブ会員3号。矢田野の無謀さや負けっぷりに興奮する。
3人ともいわゆるリア充で女子とは交流があり、異性慣れしている。ホワイトデーのお返しなど手慣れたものだが、特定の彼女はいない。3年次で成瀬に彼女ができた時は心底から羨ましがっている。また、クラスの女子に隠れて「◯◯の女子、付き合うなら誰？」なる妄想を語り合う会合を定期的に開催し、女子と交際する妄想を膨らませている。
3巻おまけにて「友達100人できるかな？」リストに加わった。
誕生日はそれぞれ、地洗井が7月8日。園田が9月8日。忍野が10月16日。
人気投票 第48位（地洗井）、第62位（園田）、第47位（忍野）
片居 誠（かたい まこと）
声 - 神尾晋一郎
「片居くんは、硬派ですか？」
1年1組→2年1組→3年4組。髪を金髪に染め上げ、不敵な笑みを浮かべる、如何にも不良然とした強面の子。体格も大きく筋肉質で、クラスの大半から恐れられている。しかし本当は、入学最初の1週間を風邪で休んだ登校しづらさから、2学期も半ばを過ぎるまで学校に来れなかった超小心者で、周りにナメられないために髪を染めて体を鍛え上げた「コミュ症」。ただしその肉体は本物で、一年生四天王から殴打を受けても意にも介さない。当初は会話すらおぼつかないほどのコミュ症だったが、只野や古見たちに見守られ、自然体でいることを促されるようになってから、普通に会話ができるようになっていった。
初見で自分の本質を見抜き、ことあるごとに親切に接してくれる只野を友達認定し友情を深めようとするが、友情の範疇を若干踏み外しそうになっている節もある（只野に近接するだけで、心音が60dB を越えるほど）。なお、只野くんちゃんには一目惚れしている。一方、誤解から古見をコミュマイスターの「コミュさん」と呼んで師匠と仰いでおり、6巻おまけでも「友達100人できるかな？」ならぬ「弟子100人できるかな？」リストに加わった。只野が古見と交際したことを知ったときは、号泣しつつ祝福している。
自宅は武道場。武道家の父と寡黙な母、硬派な不良を気取った妹の愛がおり、トレーニング時には強気な妹に厳しくしごかれている。その影響もあって女性が大の苦手。
2年生になってからは、只野、成瀬、米谷とつるむことが多く、万場木とも打ち解けてコミュニケーションを取れるようになった。3年生に進級してからは万場木とは隣の席。自分と同じく女性が大の苦手な和貝に、自分の経験を踏まえて万場木との親交をフォローした。なお、しばらくの間、和貝には万場木の彼氏と誤解されていた。
嫌いな食べ物はピーマン。
人気投票 第14位
成瀬 詩守斗（なるせ しすと）
声 - 三浦勝之
「成瀬くんは、ナルシストです。」
1年1組→2年1組→3年4組。自分のことを美しいと思っているナルシスト。髪は整髪料で固め、洋楽（ジャスティス・ビーバー）を愛聴して美しい自分を演出することに暇がない。自信家であり、鋼鉄の如きメンタルの強さを持つ。キャッチコピーは「折れない、めげない、挫けない」。しかし決して他人を見下すわけではなく、誰に対しても良いところを見極め、正しく評価している。社交的で、修学旅行では同じ班になった片居や旅館で同室となった不良グループとも臆することなく打ち解けている。学業の成績も良い。細マッチョだが、重度の運動音痴で泳げない。実は大の臆病という弱点もある。
自分に相応しいのは古見のような美しい存在と考え、ずっと彼女に接近を試みていた。しかしクラスメイトに妨害され続け、ようやく電話番号を交換する寸前までいくが、ついに果たせず終わる。それを見かねた米谷の仲介で、代わりに只野と電話番号を交換し、只野の友人になった。それ以後、只野、米谷、片居とグループでつるむことが増えている。
とある夜の通話で阿瀬からの告白を受け、返事を迫られる形で成瀬からも告白をして交際を始めている。ふたりの関係は2年の夏に成瀬が海で溺れ救出された際に阿瀬に付き添ってもらったことがきっかけ。その後の肝試しでペアになった際、彼女にその謝意を述べると共に、自分に自信がもてない阿瀬の美点を挙げて励ました。以後、文化祭やスキー、修学旅行などでツーショットになる場面があり、徐々にお互いを意識するようになる。ホワイトデーのお返しに古見と只野がデートした同日には、ふたりでショッピングに出かけており、偶然、駅で只野たちと出会っている。やがて学校でもツーショットが増えたことから、不審に思った万場木に阿瀬が尋問される形で第三者に交際が露見した。続く加藤家での女子会で、万場木、古見、加藤、佐々木、潔は告白の経緯を確認。ふたりの交際の事実は万場木から只野に伝わり、3年4組に遊びに来た只野の口から暴露されてクラスメイト公認となった。交際において、阿瀬には最初から自分の無様な側面を晒しており、赤面など普段他人には見せない純情な素顔を見せている。また一方で夏祭りデートでは、はぐれないよう阿瀬に腕を差し出す男気も見せた。成瀬はクラスメイトに阿瀬とキスをしたと吹聴しているが、阿瀬は否定している。
存在がうるさいため、図書館では黙っていてもハリセンで叩かれる。少し理不尽。21巻時点で「友達100人できるかな?」リストに加わっていない人物だが24巻でリストに加わった。
人気投票 第25位
米谷 忠釈（こめたに ちゅうしゃく）
声 - 鵜澤正太郎
「米谷くんは、注釈をつける。」
1年1組→2年1組→3年4組。常に落ち着いていて常識人。口が固い。普段は無表情だが、笑顔になると爽やかで童顔な美少年。普段のセリフは四角く注釈になっているが、笑顔になると普通の丸いフキダシになる。スノーボードが得意。進路希望は家業の住職。姉と妹がいる。
人の心中を読んだり、第四の壁を越えた注釈をする。当初は暴走する成瀬に注釈を入れてツッコむのが主な役割の小動物的存在だったが、後に作中の注釈は主に彼の役割になっており、注釈を必要とするあらゆる場面に脈絡なく現れるようになった。つまり作中の多くの情報、状況をメタ的に把握しており、古見がコミュ症であることも、万場木の只野への思いも知っていた。
成瀬のことをナルポと呼び、悪い奴じゃないからと電話番号の交換を只野にお願いし、ふたりの交友を取り持った。成瀬にくっついて行動していることが多いので、それ以後、只野とも行動を共にする機会が増え、2年生では只野、成瀬、片居と男子グループを形成することが多くなった。
檎林美（ゴリミ）先輩のお気に入りでもあり、図書館ではヨシヨシされる。また、海水浴では逆ナンをされて断っている。21巻時点で成瀬と同様「友達100人できるかな？」リストに加わっていない人物だが24巻でリストに加わる。
大闘争ヌマブクロブラザーズSPECIAL世界戦闘力 11億570万（21巻）
人気投票 第12位
小宅 優司（おたく ゆうじ）
声 - 有隅融
1年1組→2年2組→3年?組。癖毛の強い髪型のメガネ男子。無暗に鋭い目つきと渋い声の持ち主で、落ち着いた口調も威圧感を伴う。しかし、話す内容は完全にステレオタイプのオタク。
初登場は文化祭準備回。クラス内での話し合いで同人誌を販売しようと提案した。文化祭打ち上げのカラオケ回では、無駄にいい声でコッテコテのアニソンを振りつけ付きで披露した。修学旅行回では、世紀末・佐村井と同じ班になり、恋バナに花を咲かせて只野から（女子か…！）と心の中でツッコまれていた。
人気投票 第55位
世紀末 年男（せいきまつ としお）
声 - 長谷徳人
頭頂部ともみあげに金髪を真っ直ぐ生やした「十」の字のような髪型が特徴的な巨漢だが、いかつい外見に反して内面は気が良くシャイな男。
実は第1話から登場しており、彼が（本人に悪気はなかったのだが）只野を突き飛ばして気絶させたのが、古見と只野が接近する馴れ初めである。
1年のころから彼女持ちで、修学旅行回では、同じ班になった小宅と佐村井からそのことについて追及されていた。
3年生時には3年1組に所属。古見、只野、なじみと再び同じクラスに所属している。
只野くんに肘打ち（悪気なし）をしたことを謝れずにいたが、3年生になって謝ることができた。
人気投票 第65位
佐村井 サム（さむらい さむ）
声 - 有隅融
侍のような恰好をした男子生徒。髷を結っているほか、スニーカーではなく下駄を履いており、「GOZARU（ござる）」を語尾につけて話す。
修学旅行回では、小宅・世紀末と同じ班になり、恋バナに花を咲かせて只野から（女子か…！）と心の中でツッコまれていた。
人気投票 第96位
前田・ジュクジョスキー・星雄（まえだ・じゅくじょすきー・ほしお）
声 - 桑田直樹
古見の前の席の男子。伊旦高校きってのスプリンター選手。熟女好きで、左藤に彼女の母や祖母のパンツを要求したり、曾祖母のことを尋ねては牛路田にツッコミを入れられている。コミックス9巻のおまけマンガでは古見の祖母にも興味を持ち牛路田にツッコミを入れられている。
人気投票 第63位
| 中々 |        | 加藤   | 井中 |        | 岸     |
|      |        |        | 長名 |        |        |
| 片居 |        |        | 上理 | 尾鶏   | 尾根峰 |
|      | 地洗井 | 前田   |      | 鬼ヶ島 |        |
| 米谷 | 只野   | 古見   | 左藤 |        | 山井   |
| 成瀬 | 忍野   | 牛路田 | 園田 |        |        |

コミュ129までで分かっている範囲。残りの生徒はどこの座席かは不明。ミスなのかコマによって座席が移動する生徒もいる。例として上理は座席表向かって左に1席または2席、度々移動している。また漫画とアニメで座席が異なる描写のある生徒もいる。
| 中々   | 尾鶏   | 加藤   | 小宅 |      | 岸     |
| 世紀末 | 尾根峰 | 鬼ヶ島 | 長名 |      | 上理   |
|        | 矢田野 |        |      |      | 山井   |
|        |        | 前田   |      |      | 地洗井 |
| 米谷   | 只野   | 古見   | 左藤 |      | 井中   |
| 成瀬   | 忍野   | 牛路田 |      | 園田 | 佐村井 |

#### 2年1組
コミュ130以降は古見は2年生に進級。他には只野、なじみ、片居、成瀬、米谷が引き続きクラスメイトになっている。終業式の日にはこれまで古見友人帳に名前の記載がなかったクラスメイト全員（1年生時からのクラスメイトの成瀬と米谷含む）が古見友人帳に名前を記入している。クラスメイトで最後の古見の友人となった臼井黒子は「上下関係のない全員が友人関係、みんな楽しそうだった」と評している。

##### 2年1組の女子
万場木 留美子（まんばぎ るみこ）
「万場木留美子は、マンバギャルだっぴ☆」
2年1組の古見のクラスメイトで隣の席のガングロギャル。古見と同様に同性の友人はクラス替えで違うクラスになってしまい、最初は派手なヤマンバメイクとギャル語のために周囲から浮いていた。そんな日々が10日ほど続き、孤独のストレスで体調を崩して嘔吐してしまい、保健室で号泣しながら「本当は誰かと一緒にご飯が食べたい」と本音を漏らす。その姿にかつての自分を見出した古見が自分を同じクラスの最初の友人にするように提案。以後は古見を友人、自分を孤独から救ってくれたヒーローとして慕うようになる。その後騒動の最中、古見と一緒に親身に対応してくれた只野に「メイクがない方が可愛い」と告げられたため以後はヤマンバメイクはやめている。春でもブレザーを着用しない、髪型もエピソード毎にこまめに違っていたりとオシャレにも気を使っている様子が見られる。また、素顔は可愛らしい顔つきをしており、加えてスタイルも良いため、海に行った際はゴールデンスカルズ（ゴルスカ）にナンパもされている。フーノレーというビデオ・オンデマンドサービスで海外ドラマを観たりトゥギャッザー（ツイッターのもじり）というSNSの投稿が趣味。後に動画配信も行っている。
友人にあだ名を付けて呼んでおり友人からもあだ名で呼ばれているが、古見、只野、なじみのことは名字や名前で呼んでいる。
体力測定の際に古見から尾根峰、尾鶏、加藤、佐々木を紹介されており、逆に万場木も別のクラスになったギャル仲間のゆかぽよ、むーたん、ゴンザレスを古見に紹介している。古見の自宅でのお泊まり会で自分の初恋を打ち明け、古見の初恋も聞き出したが、互いにその相手が只野とは分からなかった。
当初こそ只野に反発する態度をとることが多かったが、只野からスッピンが「かわいい」と言われたことから、親切な只野を異性として意識し始める。夏祭りで恋愛感情を自覚して想いを募らせるが、文化祭で古見の只野への想いに気付く。一度は身を引こうとするも、それを咎めた古見と口論になり和解。後夜祭では互いを名前で呼び合うようになり、古見が声を出してコミュニケーションを取れる数少ない人物となった。以後、古見とは親友で恋のライバルという強い絆で結ばれるようになった。
その後、告白に踏み切れない古見に先んじて、意を決しバレンタインデーに只野に告白する。一度は只野から交際をOKされるものの、只野の本当の想いが古見にあることを見抜き、彼に自分を振って古見に告白するように発破をかけた。失恋の後、潔に抱きしめられながら号泣。クラスメイト全員からカラオケで励まされている。古見とはその後も親友で、引き続き女子会にも参加しており、古見と只野の進展を煽っている。只野とは、けじめとして只野の頬を一発張って友人に戻った。
3年次では3年4組に進級。髪を切ってセミショートになった。古見と只野以外の2年1組の主だった顔ぶれと引き続きクラスメイトになっており、片居や米谷とは席が近く、楽しい学校生活を送っている様子。進路希望は美容師。夏祭りで隣の席の和貝から告白される。
人気投票 第4位
阿瀬 志吹（あせ しぶき）
「阿瀬さんは、汗っかきです。」
1年?組→2年1組→3年4組。並外れて汗っかきな女子。汗っかきな自分にコンプレックスを持っており、今ひとつ自信が持てないでいる。夏は服が透けないように厚着をしているためさらに汗をかいてしまい、周辺に不愉快な思いをさせたくないと人を避けて行動している。優しくて面倒見が良い。運動神経に秀でていて、ウインタースポーツが趣味でスノーボードが得意。
「夏服着こなしグランプリ」中の教室の熱気で汗をかき、制汗剤を使い切って困っていたところを古見と万場木に会い、万場木の制汗剤を貸してもらったことがきっかけで、古見と万場木の友達になった。
潔とは小中学校も同じ幼馴染で仲が良かった。しかし中学生時代に潔癖症を発症した潔に接触を拒絶された一件から、ぎこちない関係になっていた。阿瀬は潔が立候補した生徒会選挙で応援演説を行い、それを通して潔の抱くわだかまりと罪悪感を解き、また彼女がジョニオタであることを全校生徒に暴露した結果、潔が生徒会長に当選した。以後、改めて互いを名前で呼ぶ親友に戻った。
海水浴で溺れた成瀬に付き添い、その後の肝試しでペアになった際、彼に謝意とともに体質の悩みを励ましてもらってから、少しずつ意識していくようになる。文化祭、スキー、修学旅行などでツーショットになる場面があり、2年のホワイトデー過ぎには、米谷の配慮でショッピングデートをしている。3年に進級後、学校でもふたりでいる場面が増えたことから、関係を怪しんだ万場木と古見による尋問で成瀬との交際が明らかになった。さらに加藤家の女子会にて告白の詳細が追求され、とある夜の通話の際に口が滑って彼女から成瀬に告白し、阿瀬から返事を迫る形で成瀬に告白させたことが明かされている。阿瀬は成瀬をかわいい人と評しており、一緒にいると自分に自信が持てるという。なお、まだキスはしていないと一貫して強く否定している。
人気投票 第11位
緒杯 珠紀（おはい しゅき）
「緒杯さんは、おっぱいがしゅき♥」
2年1組のクラスメイト。巨乳大好き女子。性的な目で女子を見ているらしく、いつも瞳孔が開きっぱなし。女子のルックスを審査するイベントでは、ほぼ必ず審査役として活躍している。下ネタ仲間である尊井、福数寄とつるんでいることが多く、共に「河川敷でエロ本探し部」の活動としてエロ本探しをしている。
人気投票 第33位
小戸日 静（おどか しずか）
声 - 小針彩希
「小戸日さんは、驚かしたい。」
1年?組→2年1組→3年?組。顔の前にも垂れかかる黒髪の長髪で、大きな目をしたお化けのような女子。古見たちが1年次の文化祭で回ったお化け屋敷の脅かし役。誰かを脅かすのが好き。古見を学校の象徴と思っており、脅かす機会を見失った。2年生に進級して古見と同じクラスになり、夏休みに長名が企画した肝試しでは、古見、只野、万場木、阿瀬、成瀬らを脅かして大いに怯えさせ、あるいは気絶に追い込んで、存分にその力を発揮。満足気だった。
人気投票 第43位
潔 清子（いさぎ きよこ）
「潔清子は、潔癖症。」
1年?組→2年1組。生徒会長→3年4組。メガネでくせっ毛ショートの潔癖症の女子。他人との接触は無論のこと、物に触れることさえ神経質に忌避し、万一接触すると常に携帯する抗菌グッズやハンドクリーナーで接触箇所を清浄したり、接触した衣服を脱ぎ捨てたりなどする。性格も潔癖で、堅物といえるほど気真面目。曲がったことやふざけたことを嫌う。横断歩道で危険な状況の老婆を接触を厭わず助けるなど、心根は非常に清く優しい。父親は弁護士。
ずっと友人を作らずにいたが、入学時の生徒会長・伊調の演壇での格好良さへの憧れから、2年生になって生徒会長選挙に立候補。その選挙活動を通して古見、只野、長名らクラスメイトと関わりを持ちはじめた。
当初はクラスメイトに「汚い同情票はいりません」と宣言。しかし応援演説をする協力者は必要で、旧友の阿瀬に声をかけるも、阿瀬の仲介で古見を勧められる。交友のない古見の人気を利用しようとする自分自身を嫌った潔は古見の協力を拒絶するが、古見からまず友人になることを提案され、古見と友人になった。未だクラスメイトと関係が作れない潔に、長名は潔対全クラスメイトでの「たたいてかぶってじゃんけんぽん」を開催。それを通して（長名にハメられた形で）クラスメイトと友人になり、全員が支持に回った。
阿瀬とは小中学校の同級生で親友だったが、中学生時代に発症した潔癖症のため、汗っかきな彼女からの接触を、ある日突然に拒絶してしまう事件があった。この一件で、潔は阿瀬が自信を失ったのは自分のせいと自責して、阿瀬との関係を拗らせていた。潔も本心では阿瀬に応援演説を頼みたいと思っていたところ、生徒会選挙の当日、潔との関係を修復したい阿瀬が只野たちに代わり応援演説の演壇に立ち、潔と自分とのいきさつや潔の人柄を全校生徒に明かしてアピールに成功。人望のない潔がジョニオタであることを全校生徒に刷り込んで、潔を生徒会長当選に導いた。このことで阿瀬と互いに親友と思い、互いの名前を呼び合う関係に戻った。
親友の阿瀬を大切に見守っており、阿瀬が成瀬に惹かれていることをいち早く察した。以後、ふたりの監視をしては阿瀬に接近する成瀬をピコピコハンマーでタコ殴りにするなど攻撃的な対応をしていたが、修学旅行でペア行動することになった阿瀬と成瀬を古見と共に尾行した際、古見から阿瀬を信じるよう諭され妨害行動を改めた。その後、阿瀬が成瀬と交際を始めたことを知った時は卒倒している。
万場木とも親交を重ね、潔癖症でありながら古見らと共に彼女の自宅にお泊りするほどになった。万場木が失恋した時は、只野を思う潔癖さゆえに恋に破れた万場木を慮り、抱きしめている。
3年次では生徒会長として全国大会進出の可能性があるサッカー部の試合の応援に現れ、エースの和貝に発破をかけている。サッカー部の戦力をよく分析していた。
「たたいてかぶってじゃんけんぽん」で無敵の強さを誇る。2年1組での一件以後、コミュニケーション手段として活用しており、しばしばピコピコハンマーを持ち歩いている。
人気投票 第23位
猿田彦 めい（さるたひこ めい）
「乾くんと猿田彦さんは、犬猿の仲です。」
小柄で勝気、二ツ角のように突き立った髪と角ばって顔にかかる垂れ髪をした、特徴的な髪型の女子。長馴染みの乾とは何かにつけて喧嘩が始まる一触即発の関係。ただし互いに嫌いなわけではなく、リレーの走者を取り合った際には、ふたりで同時に走り息ぴったりの連携を見せていた。バレンタインに乾にチョコを渡しているが、これは万場木を刺激し励ますための演技。しかしホワイトデーには乾からお返しをもらい、その場では乾に反発して立ち去るも、お返しを大切に抱きしめている姿が描かれていた。その後、乾の背にくっついている姿が描かれている。
人気投票 第93位（乾とのペア扱い）
劇段 色（げきだん しき）
「劇段さんは、劇的です。」
ライオンの被り物を身につけた女子。ミュージカル俳優のような口調で歌うように話すという劇的な人物。
人気投票 第70位
馬場 金魚（ばば きんぎょ）
「馬場さんは、金魚のフンです。」
他人に追従し、何を言われても「そうでやんすね！」と合いの手を打つ女子。出っ歯で、くだけたいなせな口調で語る。性格はわりと卑しい。語尾は「やんす」。一人称は「あっし」。
自分が何かを頼まれたら「いや、無理でやんすね」と断ることがごく稀にある。また米谷と同じく第四の壁を認識しており、あらすじを解説することもある。
人気投票 第58位
腐島 さく（ふしま さく）
自己紹介ではラップで紹介した。その後、ラップに嵌まってしまったらしく、コミュ258ではラップで古見さんに電話番号を聞こうとしてクラスメイトから止められている。よく片居と只野のカップリングを狙っている。
人気投票 第81位
不破 益子（ふわ ますこ）
「不破さんは、フワフワです。」
全身が丸く膨らんだような、ふくよかな体型の女子。お腹がフワフワで、触り心地が良いらしい。クラスメイトからは触ってみたいと思われている。
人気投票 第79位
占南 スピリ（うらな スピリ）
「占南さんは、うらない師だけど、うる。」
占い師なのに幸運グッズを売る女子。
人気投票 第95位
宝塚 真矢（たからづか まや）
「宝塚さんは、イケメンです。」
女子ながらイケメンオーラを発している。同性にも異性にも人気が高い。文化祭の劇では主演男優と演技指導を務めるとともに、互いへの友情と只野への恋心との間で懊悩する万場木と古見とをフォローし、アドバイスを送っている。
人気投票 第45位
積手 れいか（つんで れいか）
「積手れいかは、ハァ!? ツンデレじゃないわよ!! バッカじゃないの!?　別にあんたのために自己紹介してるんじゃないんだからねっ！」
「積手さんは、ツンデレです。」
ツンデレ女子。母堂にツンデレな態度を取りつつも、好意を持っている。
人気投票 第73位
吐露 蜜（とろ みつ）
「吐露さんは、艶めかしい。」
1年?組→2年1組→3年5組学級委員長。艶めかしい雰囲気の美人。万場木は「なんかエッチ」とストレートに表現している。男子にモテるが同性の友達はいない。しばしば地洗井、園田、忍野のトリオを魅了、誘惑しており、貢がせるなどしている。只野にアピールしたい古見、万場木から恋愛相談を受けた際には、9つもの豊富な恋愛テクニックを伝授した。3年次の「学年対抗バトルロワイヤル」では、5組の多くのモブ男子を従えている。
土地さん（どぢさん）
「土地さんは、ドジです。」
ショートでつぶらな瞳をしたドジな女子。下の名前は不明。
蘆田野 萌枝（あしたの もえ）
「蘆田野嬢は、すぐ燃え尽きる。」
すぐ燃え尽きる女子。古見の連絡先を聞くことに成功するが燃え尽きたり、あらすじを言い終わると燃え尽きている。
祝さん（はぶりさん）
「祝さんは、バブリーです。」
バブリーな女子。下の名前は不明（テレビアニメ第二期最終話、二年次始業式のときに古見さんが新クラス名簿を見るシーンでは、同一人物かは不明だが、祝 時代という名があった）。

##### 2年1組の男子
尊井 尊（とうとい そん）
「尊井くんは、全然尊くない。」
螺髪を結い白毫を備えた、如来像のような顔つきの男子生徒。だが発言は煩悩まみれで、学業成績も良くない。猥談が好きで、修学旅行で只野と同室になった際には卑猥な質問を投げかけている。ちなみに女子なら誰でも大歓迎。
下ネタ仲間として福数寄、緒杯とつるんでいることが多く、一緒に「河川敷でエロ本探し部」の活動としてエロ本探しをしており、他にも「夏服着こなしグランプリ」を主催するなど、下世話なイベントに関わっていることが多い。
中学生のころ、河川敷でエロ本を拾っていたところをクラスの女子に見つかった悲しい過去を持つ。
人気投票 第53位
福数寄 夏（ふくすき なつ）
「福数寄くんは、着エロが好き。」
「夏服着こなしグランプリ」審査員の男子。九一分け。衣服（特に女性の夏服や薄着）が好き。下ネタ仲間として尊井、緒杯とつるんでいることが多く、ふたりと共に「河川敷でエロ本探し部」の活動としてエロ本探しをしている。縫製技術に長け、文化祭では衣装の作成を担当。只野くんちゃん（女装姿の只野）に好意といえる強い興味を抱いており、只野をたびたび狼狽させている。只野が姫を演じると決定した際は驚異的な速度でドレスを縫製した。進路は服飾系の学校を志望。
人気投票 第92位
母堂 かなめ（ぼどう かなめ）
「母堂くんは、お母さんっぽい。」
真ん中分けの外はねヘアーが特徴の男子。言動が母親のようで、誰に対しても面倒見がよく親切。いつも温厚だが「お母さん」と呼ばれると憤慨する。バレンタインデーにはクラスメイト全員にチョコをあげている。
只野とはたびたび絡んでおり、肝試しでは只野の万場木へのフォローを見て「かっこよかったぞ」と称賛。運動会では弁当を忘れた只野に弁当を分けている。バレンタインで只野に渡したチョコには「いつも見てるよ」というメッセージが添えられていた。
新学期クラス替え直後の自己紹介ではビートたかしのモノマネをしている。
人気投票 第83位
乾 賢（いぬい けん）
「乾くんと猿田彦さんは、犬猿の仲です。」
犬の耳のような髪型をした、長身でメガネをかけた男子。幼馴染の猿田彦とは何かにつけて喧嘩してしまう。しかし互いに嫌っているわけではない。バレンタインでは猿田彦からチョコをもらっている。それはあくまで万場木を刺激するための演技だったのに、ホワイトデーではお返しをし、このことから互いを意識しはじめたらしい。その後、猿田彦から背にくっつかれている姿が描かれている。
人気投票 第93位（猿田彦とのペア扱い）
一ノ瀬（いちのせ）、ニ舞（にのまい）、三取（さんとり）、四志摩（ししま）
「数字の人たちは、数合わせです。」
数合わせの人たち。
帰蝶（きちょう）
「帰蝶くんは、几帳面。」
おでこを出し、左右に分けて肩までかかるセミロングの四角メガネの男子。几帳面な性格。古見さんと連絡先を交換するために、米粒に連絡先を記述し、ルーペと共に古見の机に置く作戦を実行したが、古見には伝わらなかった。下の名前は不明。
臼井 黒子（うすい くろこ）
黒子の覆面をつけた、幻の33人目の男子クラスメイト。2年1組の末尾となるエピソードまでの1年間を通して、冒頭のころに、万場木に顔を向けずにプリントを配る1コマしか登場していなかった。本人も「地味で影が薄い」「僕の存在に誰も気づいていない（ただしこの時点で米谷君が注釈を行っている）」と自嘲気味に思い込んでいたが、クラスには強い愛着を持っていた。しかし、実はクラスメイトからは「黙って淡々と仕事をこなす」縁の下の力持ちとして慕われており、仲間としてしっかり認識されていた。
持ちネタは「誰も見たことがないけどそうじゃないことだけはわかるモノマネ」で、そのレパートリーは無限。
| 劇段 |      |        |      |        | 潔   |
|      | 阿瀬 |        |      |        |      |
|      | 母堂 | 不明   |      |        | 吐露 |
| 鷹端 | 棚加 | 臼井   |      |        |      |
| 米谷 | 古見 | 万場木 | 日和 | 晴霧   | 藤原 |
| 成瀬 | 片居 | 只野   | 蜜島 | 明日野 |      |

（コミュ135より作成）
ミスなのかコマによって席が移動する生徒もいる。

#### 3年1組
クラスのほとんどがコミュ症で、2年間で友だちが出来なかった人を故意に集めたクラス。

##### 3年1組の女子
江藻山 ゆらぎ（えもやま ゆらぎ）
「江藻山さんは、エモいのがお好き。」
「鋤田さんと江藻山さんは、敵対している。」
1年?組→2年2組→3年1組。ロングヘアーで目が前髪で隠れている女子。エモい人間関係や場面を見たり感じ取るのが好きで、「エモを摂取する」度に感動している。さらにその興奮の度が過ぎると失神する。また、家系の特殊能力として、観測する人物の関係性やエモい出来事を直感的に全て把握する特殊能力を持っている。漫研所属。
初登場は2年から。それまでの人間関係の大体の事情を察しており、周辺を観察して、古見と只野の関係を最もエモい「エモミー賞」と称し、ふたりを強く推している。以後、たびたび学内の「エモを摂取」しては愉悦し、失神するなどしていた。だが彼女自身は古見、只野ら観察対象とは距離を置き、ひとりも友人を作っていなかった。2年でのクラスメイトは、荻谷、小間川、加藤、佐々木、葛藤（彼女のみ1年も同じ）、安置だったが、彼らも彼女のことはよく知らなかった。
3年に進級し、古見、只野と同じクラス（古見の前の席）になる。なかなかキスに踏み切れないふたりを客観し続けることができず、自ら「事故」を演出してしまう。そのことを激しく後悔して1週間ほど自宅に引きこもるが、訪ねてきた古見に事情を明かし、許されて直接の友人になった。
山井と中々の関係もエモいと感じ、ふたりの関係性を愛する鋤田と共鳴するが、恋愛趣向は根本的に異なるため鋤田とは敵対関係。江藻山は古見と只野のカップルを推し、鋤田は山井と中々コンビを推して口論？してもいる。
長名は幼なじみで友人だと思っていたが、江藻山は強めに否定している。
人気投票 第30位
鋤田 リリー（すきだ リリー）
「私、鋤田リリーは百合が好きヨ。」
「鋤田さんと江藻山さんは、敵対している。」
1年?組→2年3組→3年1組。百合が好きな人。百合風味のあるところに姿を現し、観測しては興奮し、持参のノートに何かを書いている。一方、ノーマル（男女）カップルは大嫌い。語尾に「ヨ」をつける。漫研所属。
初登場は2年次のコミュ137で、体力測定で山井・中々の「山×中」コンビを絶賛。以後このふたりのカップリングを愛している。だがあくまで対象を鑑賞するだけで、山井・中々とは直接コミュニケーションをしない。2年の文化祭では、直感的に只野くんちゃんと古見の文化祭デートにも反応したが、只野が女装だったことで文句を言いつつ立ち去っている。女装否定派だが、江藻山の件で只野くんちゃんと古見が訪ねてきたときは、激怒しつつもふたりのツーショット写真を撮りまくった。3年生になり、山井・中々とクラスが変わったため絶望している。
古見・只野カップルを推す江藻山とは、恋愛趣向の違いから敵対関係。互いの「推し」をぶつけ合う激しい口論？をしたこともある。
第24回夏季期末テスト（2年生時）は150人中最下位。
人気投票 第49位
小帖佐 真湖（おじょうさ まこ）
「小帖佐さんは、お嬢様です。」
1年?組→2年3組→3年4組。お嬢様で上品に笑う。2年では山井、中々とクラスメートで、半屋、菩茶と仲良しグループ。山井の仲介で中々を受け入れた。文化祭では4人+山井の5人でバンド「ペロラビオッソ（通称ぺろらび）」を結成し、ギターを担当する。バンドの言い出しっぺにもかかわらず、山井曰く一番音楽センスがないリーダー。以後、バンド練習ではスタジオを借りるなど4人で遊ぶ機会が増えている様子。山井とも交流を深めている。
2年の夏祭りから古見とは面識があったが、3年次の初日に古見の友人になった。古見にとっては3年で初めて友人になった3人のうちのひとり。
半屋 十夏（はんや となつ）
「半屋さんは実家がパン屋さんです。」
1年?組→2年3組→3年4組。パン好きの子。実家がパン屋で「卵かけご飯パン」なるものを食べていたらしい。古見には新作パンとして「バター刺身パン」を勧めている。2年では山井、中々とクラスメートで、小帖佐、菩茶と仲良しグループ。山井の仲介で中々を受け入れた。文化祭では4人+山井の5人でバンド「ペロラビオッソ（通称ぺろらび）」を結成し、ドラムを担当する。以後、バンド練習ではスタジオを借りるなど4人で遊ぶ機会が増えている様子。山井とも交流を深めている。
2年の夏祭りから古見と面識はあったが交流しておらず、3年次の初日に古見の友人になった。古見にとっては3年で初めて友人になった3人のうちのひとり。
菩茶 富和（ぼさ とわ）
「菩茶さんは、ぼさっとしている。」
1年?組→2年3組→3年4組。いつもぼさっとしている子。人と話している時、虚空をずっと見ている。学業成績は学年1位。悠修清とのクイズ大会では古見、潔、椎名とチームで参加。河合のチームとの対決では知恵を出して古見をサポートした。
2年では山井、中々とクラスメートで、小帖佐、半屋と仲良しグループ。山井の仲介で中々を受け入れた。文化祭では4人+山井の5人でバンド「ペロラビオッソ（通称ぺろらび）」を結成し、ベースを担当する。以後、バンド練習ではスタジオを借りるなど4人で遊ぶ機会が増えている様子。山井とも交流を深めている。
2年の夏祭りから古見と面識はあったが交流しておらず、3年次の初日に古見の友人になった。古見にとっては3年で初めて友人になった3人のうちのひとり。
白木 由佳（しろき ゆか）
愛称は「ゆかぽよ」の白ギャル。実家は立派なマンションの一室。2年次の時点で万場木の友人として黒板、伊須と共に3人組で初登場。第24回夏季期末テスト（2年生時）第4位（150人中。古見は3位）。3年生時の最初の期末テストでも第4位（150人中。古見は3位）と、ギャルズ（万場木、白木、黒板、伊須）の中ではひとり頭抜けて成績が良い。ギャル語で会話し、挨拶は基本「ちょり〜っす☆」で、初見の古見は震えた。その一方でギャルズの中でも特に面倒見の良さが滲み出ており、古見に「留美子の友達になってくれてサンキュね」と安心を伝えるなどお姉さん的風格。2年生の夏祭りの後、万場木が只野に片思いしていることは本人がいうまで見抜けなかった。3年生の当初は、クラスで孤立する古見の唯一の女子の友人。校内サバイバルゲーム中には自分に干渉してくる古見を罵倒してなじり続ける椎名を「ダサい」と面と向かって断ずる気の強い一面も見せている。
人気投票 第56位
椎名 むずか（しいな むずか）
「椎名さんは、扱いが難しいな…」
友人関係について、ひねくれ、拗らせた性格をしている少女。友達募集中の古見に「友達ってそういうふうになるものじゃなくない?」とクリティカルな発言を投げ込むなど､人気者の古見に思うところがあった様子。伊調開催のバトルロワイヤルにて、古見と口論になり、古見も本音の言葉で応対し最終的には和解した。以後、古見とは仲が悪くないぐらいの距離感で、只野を巡る恋敵の河合から挑発を受けた古見に、椎名は自分に相談するように勧め、ぶっきらぼうに背中を押す言葉をかけている。古見の友人ではないので、古見友人帳に記名はしていない。
小間川 まち（おまかわ まち）
1年?組→2年2組→3年1組。3年次当初から、先生や古見の長所を褒める優しい（？）クラスメイト。その後に無言の間がある。実は中3の冬に「かわいいって最強じゃね?」と確信し「お前もかわいいよ待ちモンスター」になったが、相手にそれを言わせる技術が伴わず渇望していた。古見に待望の言葉を言ってもらったことから古見の友人となる。以後、古見に「かわいい」と言われることは日課になっており、言われると全身から気のようなものを放出して、身体能力がパワーアップする。
京ノ 古都（きょうの こと）
1年?組→2年2組→3年1組。京ことばを使う。京ノがしゃべると嫌味のように聞こえてしまうが、本人は嫌味を言ったつもりはない、それどころか全く気付いていない。
名野田 キヤラ（なのだ キヤラ）
1年?組→2年2組→3年1組。｢なのだ｣キャラ。中学生の時、クラスの半分しか名前を覚えられていないような地味な生徒だった。高校では人気者になりたいと思い高校デビューとして語尾に｢なのだ｣をつけることにした。本人は自分の苗字にもかかっていて、覚えやすく、面白い完璧なキャラだと思った。高校生になって実際にやってみたところあまりにも恥ずかしかった。それから｢なのだ｣と言うのが恥ずかしくなり必要最低限しかしていなかったため友だちが出来ずそのまま3年生になっていた。本人が真面目なので｢なのだ｣キャラをやめようとは思わない。
吉礼 照佳（きれ てるか）
キレていない。目つきが悪く視力が悪いため、まるで睨んでいるように見えてしまう。眼鏡を掛けると陰キャみたいになり、コンタクトは怖いのでしない。
飯田（いいだ）
岸 姫子（きし ひめこ）
元1年1組。再度古見と同じクラスとなる。その他については1年1組女子の項を参照のこと。

##### 3年1組の男子
尾荻谷 把布留（おぎや はふる）
1年?組→2年2組→3年1組。キリッとした顔に、おしゃぶりと前かけをしていて、幼児のようにしゃべる。
古見の友達募集を断り只野と友達になった。ちなみに只野は尾荻谷の初めての友達。
蕗陽（ふき よう）

慈餅 輝義（じもち てるよし）
痔持ち
本人は痔持ちであることを隠していたが夏合宿のクイズ大会でカミングアウトをしたが、周りのほとんどが痔持ちであることを知っていた。痔持ちである彼の寝方はお尻を突き上げて寝る。
波辺土くん（はへど）
右手にくまくん、左手に邪神フレムヴェゼルくんを付けている。

#### その他のクラス・学年
檎林美（ごりみ）
声 - 内田真礼
伊丹高校の図書委員。女子生徒だが筋骨隆々の巨体かつコワモテで下手な男子よりも迫力がある。図書館でうるさい生徒がいると、古見であろうとハリセンで容赦なく叩く。檎林美に一度叩かれると1アウトとなり、3アウトで強制退場させられるというルールが図書館にはあるらしい。文化祭のときは、調子に乗るなじみを制裁しに来た。生徒全員と幼馴染であるはずのなじみも彼女については知らなかった。根津野やせとかと共に卒業。
人気投票 第54位
根津野 ちか（ねつの ちか）
声 - 潘めぐみ
物語開始当初は伊旦高校2年3組の生徒（古見たちの1学年上）。物事を全て温度で表す。正月にはマラソン選手を並走して応援していた。2年次のクラスメイトに、渥美、厚井、暑田がいる。後に伊旦高校の四天王のひとり「燃える血（バーニング）の根津野」と称されていることが捨野五狼たちに語られている。古見とは体育祭で2回ほどクラス対抗リレーで対決しているがいずれも古見に勝利している。2度目の対決で惜敗して地団駄を踏みながら悔しがる古見に連絡先を告げ親交を結んでいる。時々古見さんと一緒にジョギングする仲になった。
卒業式では卒業生代表として答辞を読もうとするが、納得の行かないせとかが乱入し、腕相撲で代表を決定することとなる。当然ながら勝利し、無事プログラムも進行した模様。
人気投票 第41位
黒板 睦美（くろいた むつみ）、伊須 栞（いす しおり）
愛称はむーたん、ゴンザレスの順番。万場木、白木とつるむギャル友で、黒板は黒髪の長髪、伊須はハスキーな声が特徴とされている。万場木とは、白木と共に伊丹高校入学以前から親交があったことが描かれている。1年次は4人とも同じクラスだったようだが、2年次は万場木のみ別のクラス（2年3組）に。3年次は白木は古見、只野と同じクラス（3年1組）、万場木は3年4組になったが、ふたりはどちらのクラスにも在籍していない模様。
万場木、白木同様にギャル語を多用して喋り、古見のことを「しょこたそ」と呼ぶ。2年次に万場木が友人を古見に紹介したいとボーリングに誘った時に、白木と共に3人組で初登場。3人共ノリがよく気さくな友人思いで、友人の中でただ1人別のクラスになった万場木のことを心配しており、クラスメイトではじめて彼女の友人になってくれた古見に謝意を述べ親交を結んだ。コミックス10巻のおまけページで、白木と共に古見友人帳に名前を記入している。また、2年次では同じクラスの山井と打ち解けている描写があった。
人気投票 第67位（むーたん）、第39位（ゴンザレス）
捨野 五狼（すての ごろう）、極堂 一（ごくどう はじめ）、浜木 八重（はまき やえ）、九沙理 蒔苗（くさり まきな）
古見たちが2年生に進級後入学した1年生で猛者集まる1学年の172人をまとめあげ、一年四天王と呼ばれる武闘派集団の4人。それぞれ「素手喧嘩（ステゴロ）捨野五狼」「極楽道中（ヘブンズドア）極堂一」「蛇蠍紅蠍（スコーピオン）浜木八重」「自縄自縛（ブラッドチェーン）九沙理蒔苗」と肩書きがついており、捨野がリーダー格、極堂が補佐する体制をとる。それぞれの容貌は、捨野→額にバンダナ、極堂→右目にモノクル、浜木→マスク+竹刀で武装の紅一点、九沙理→鎖で武装の巨漢。2年生に対して宣戦布告する際には2年生のことを「先輩方」と呼んでいたが、只野にはタメ口で応対している（いずれも捨野）。
校内の四天王すら手を出せない「不可侵領域（ディスコミュニケーション）の古見」（情報源はなじみ）を叩く目的で2年1組に向かうが片居くんを古見と誤解したまま絡み続けるも相手にされず、次にタイマンの果たし状を古見の下駄箱に送り付けるも山井によって捨てられ相手にされず、業を煮やして放課後またもや誤解して片居に襲い掛かるものの、次々に偶然攻撃を避けられ捨野五狼が最後に小銭を握りこんでパンチ力を強くする「狩装通貨（コインビット）」で背中を殴るもののダメージがなく、片居くんが自販機で忘れたお釣りを届けて貰ったと思い込み「ありがとう」と告げた時の表情で威圧され戦意を喪失した。文化祭で捨野が古見と思い込んでいる片居くんと腕相撲で勝負に挑んだが女装した只野の応援により瞬殺で敗北した。
人気投票 第89位（捨野）、第72位（極堂）、第82位（浜木）、第100位（九沙理）
伊調 せとか（いちょう せとか）
第23期生徒会長。その肩書きにふさわしい堂々たる振る舞いは、潔さんにあこがれられたほど、しかし実態は校内1の自由人で2年時に留年していた伝説的生徒会長である。生徒会長引退後も自由奔放で、2年次修学旅行に勝手に乱入、ガイドを務めたり古見さんと同衾したりする（しかしこの時、ごく当然のように山井がベッド下に仕込んでいた盗聴器をごく当然のように見つけ出して破壊している）など、無軌道に引っ掻き回す。卒業式では式次第を作成、潔さん曰く「最低の卒業式」を全力で成し遂げてのけた。
なお、卒業はしたものの、一ヶ月後には伊旦高校理事長代理としてあっさり伊旦高校に戻ってきている。
24巻では古見さんが「せとかちゃんなんでも言うこと聞く券」を使って友だちになった。
人気投票 第28位
安智 有梨紗（あんち ありさ）
1年1組→2年3組→3年1組。人のことを無下にする発言をしてしまう自分の性格を嫌っており、他人と交流したがらない。ただし、無神経な発言をするわけではなく、傍からは突っ込みを入れるだけの毒舌キャラと見られている。
葛藤 咲（つづらふじ さき）
1年?組→2年2組→3年?組。特技は逆より目。好物はどら焼き。他人に自分の意見を言うのが苦手で考えを問われると葛藤してしまう。
小御縁 ゆかり（こごえん ゆかり）
2年4組。細目で巨乳。拡声器を持参しているがそれすら拾えないほど地声が小さく、発言を聞くのは困難である。
日岐 こもれび（ひき こもれび）
「日岐こもれびは、引きこもりでした。」
引きこもりの少女。井中さんの従妹。身長が180cmもあるので古見が年上かと勘違いした。古見から貰った安産のお守り（間違えて渡した）を鞄に付けている。
和貝 武則（わかい たけのり）
「和貝武則くんは、女子との会話が無理。」
3年4組。万場木の隣の席になった男子。真面目でどこか垢抜けない。前髪が長く整った顔立ちで、女子にもてるが、どんな女子に対しても「…ッス」としか返せない。実は女子との会話が大の苦手で、彼の中に「女子会話ゲージ」がイメージされており、女子と会話するたびにゲージが消費され、０になると失神してしまう体質。
サッカー部の主将でエース（背番号10）。突破力がある選手。サッカー部は全国大会を目指して二次予選に進出し優勝候補の阪馬高校を破ったが、準々決勝で九祖座高校に敗退。神奈川県ベスト8までチームを引っ張った。
初対面の万場木からの挨拶にも「…っす」と塩対応をしており、しばらく迷惑に思っていたが、同じように女子が苦手な片居にアドバイスを受けて、自分にフレンドリーに接してくる万場木と少しづつ話せるようになった。
サッカー部の応援にも現れて親密に接してくる万場木を、次第に意識する。当初は万場木を片居の彼女と誤解していたが、誤解が解けて、夏祭りの夜に告白した。
銅鑼井門 風（どらいもん かぜ）
サッカー部部員。和貝と並ぶサッカー部の主力（背番号1）。和貝とは対象的に、飄々として何事にも動じず、いつも笑顔の鷹揚な性格。3年生になってしばらくして彼女ができた。
芋島 りぼん（♂）（いもとう りぼん）
「男子は全員おにいちゃん」がモットーの男子生徒で、本名は芋島 和幸（いもとう かずゆき）。男の娘。一人称は「アテチ」。
100人目の兄姉は古見と決めており、その障害となっていた只野を尾行し決定的瞬間を押さえ二人を別れさせようとしていたが、（エロ本を尊井達と拾っていたこと以外）良いことしかしていない只野に感動。「お兄たま」と呼び慕いだした。古見の1学年下。
会沢 司（あいざわ つかさ）
声 - 米内佑希
第23回体育祭で司会を務めた男子生徒で実の兄。
会沢 実（あいざわ みのり）
第24回体育祭で実況を務めた女子生徒で司の妹。
人気投票 第90位
阿子 かれん（あこ かれん）
生徒会書記の1年生女子（2年生編時）。
主城 進美（しゅじょう すすみ）
伊旦高校新一年生で、日岐さんと同じクラス。面白いことにとにかく目が無いらしく、入学して早々いきなり開催されたサバゲー大会に順応｡ 日岐さんに良い笑顔を見せつけ、気持ちをほぐしてくれた。ただ自分もほぐれすぎてよだれを抑え切れていなかった。身長は低め。
根津野 あおい（ねつの あおい）
日岐さんと同じクラスであり、根津野ちかの妹。姉譲りの熱さと声の大きさで強めの存在感。目が燃えたり髪留めが燃えたり、使っても減らないカロリーを全力で燃焼中。陸上部繋がりで矢田野さんとも知り合い。不器用だが優しい。

### 古見家
古見 将賀（こみ まさよし）
声 - 星野充昭
硝子の父。渋い威圧感のある寡黙でダンディな中年。溺愛する娘との関係は良好で、互いにほとんど語ることなく、ジェスチャーやテレパシーのように察し合うことで意思疎通している。息子とも関係は悪くない。海の生き物が好きらしく博識だが、子供たちが引く勢いで語ってしまったことがある。
高校生時代は表情が乏しく寡黙で、多種多様な才能を発揮する学生だった。その不思議なキャラクターがクラスメイトの新見秀子を惹きつけ、やがて同じように秀子を意識していた将賀から告白して交際、後に結婚に至った。秀子とのデートではバイクでタンデムしている。
家に遊びに来ていた万場木から愛娘と只野の交際を知り、硝子と只野のバレンタインデートに割り込んで、自宅を訪ねてきた只野を拉致。笑介の付き添いで水族館へと赴き、1日遊んで只野の人柄を見分した。この一件から只野を認め、むしろ大好きになっている。サウナで親睦を深めた際には只野を試そうと倒れたふりをしたため、医療行為としての人工呼吸で娘より先に只野とキスをしている。
人気投票 第18位
古見 秀子（こみ しゅうこ）
声 - 井上喜久子
硝子の母。娘と同じく容姿端麗で切れ長の美女。一見して威圧感があるが、その人柄は気取りがなくフレンドリーで、極めてコミュ力が高い。夫と子どもたちを溺愛しており、コミュ症の娘・硝子の最大の理解者。娘と同じく猫好きで、特技は家庭料理。
本人曰く「永遠の17歳」で、世代の違う娘の友人たちにも自然に絡む。ときめくことが彼女の心の若さを保つ秘訣であるらしい。古見本家への帰省の際には、振り袖を着て姑・結子を呆れさせている。
旧姓は「新見」で、高校時代は素行の荒れた生徒だったが、クラスメイトの将賀の良くわからないキャラクターに惹かれ、熱愛をきっかけに素行を改めたことがうかがえる。厳格な結子からは一貫して塩対応を受けているが、それを全く気にしない強メンタルでもある。
将賀同様、娘の彼氏である只野を大変気に入っている。只野が交際の挨拶に来た際には、硝子の最初の友人になってくれた感謝を伝え、自分からも今後の娘との交際について頭を下げている。
人気投票 第8位
古見 笑介（こみ しょうすけ）
声 - 榎木淳弥
「古見くんは、コミュを必要としない。」
硝子の弟。貴宰高校1年副学級委員長→2年。普段は髪で目が隠れているが姉とよく似たイケメン。聡明で文武両道に秀でており、父親譲りの多芸多才。子供のころからなんでも一人でできたので、他人の助けを必要とせず孤独を好む性格になった。姉同様に寡黙だが、姉のように喋れないのではなく喋りたくないだけで、必要なら会話できる。性根は優しく、人助けをしたり姉や父への気遣いをみせる。また、頼み事やおせっかいを拒めない場面も多い。
高校最初のクラスでコミュ強な只野瞳の隣席になり、笑介のコミュ症を察した瞳から善意で絡まれてしまい、学校で他人と絡むことを強要されるようになった。塩対応に動じず踏み込んでくる瞳を「やべーな」と認識しており、苦手に思いつつも抵抗の意志を失っている。反面、瞳のおせっかいで学校生活に必要な協調性の乏しさをフォローされてもおり、瞳に推薦されて副学級委員長にされている。学校ではモテるが彼女はいない。仁人と硝子の交際がはじまってからは、瞳から一方的に弟扱いされている。
人気投票 第9位
古見 結子（こみ ゆいこ）
声 - 滝沢久美子
硝子の父方の祖母。お盆や年末年始の帰省先である叔父一家と同居。古見一族の長であり、厳格な雰囲気を持つ。一族全員が彼女に個別に近況を報告したり説教を受けるのが年末年始の慣例になっており、将賀さえ絞られて凹んでいる様子が見られた。硝子は緊張せずに会話している（傍から見たら祖母が一方的に話しかけている）。硝子の表情一つから想いや現状を察する洞察力の持ち主。孫と遊ぶのが好きらしく、お年玉を賭けた花札や、オオバコ相撲を持ちかけるなどしている。その際も孫を甘やかしたりはせず、賭けの約束を厳しく守らせている。
人気投票 第51位
古見 定義（こみ さだよし）
硝子の叔父（結子の実子、将賀の実弟）。兄に似て寡黙な人物で、兄弟の対面は傍目に非常にギスギスして見えるが仲は良い。
古見 良子（こみ りょうこ）
声 - 篠原恵美
硝子の義理の叔母（定義の妻）。明るい性格で秀子と仲良し。古見家の帰省で秀子と再会するのを楽しみにしており、会えばずっとダベっている。出会うたびに古見姉弟の頭を撫でようとしている。
人気投票 第69位
古見 晶（こみ あきら）
声 - 本渡楓
硝子の従妹（定義と良子の娘）。初登場時は中学1年生（硝子は高校1年生）。初登場時の前年まではコミュ症の硝子に構ってもらえず、年上の硝子を怖がっていたが、硝子がコミュニケーションを取ってからは懐いている。嬉しすぎると泣き出す癖がある。また結子との花札では勝負師の顔を見せていた。
コミュ91での硝子の帰省の際にはまた距離感を測りかねて様子を窺っていた。コミュ184の帰省の際には玄関先で硝子に抱き着いているが、硝子の匂いに興奮しており、性癖が怪しくなってきている。
人気投票 第31位

### 只野家
只野 瞳（ただの ひとみ）
声 - 内田真礼
「只野瞳は、只者じゃない。」
仁人の妹。中学3年→貴宰高校1年学級委員長→高校2年。折り目正しく、明るく元気な女子。顔は兄に似て際立った特徴はないが、 中学時代に柔道で県大会に出場したほどの運動能力、遠慮なく質問攻めにして一気に距離を詰めるメンタルの強さとコミュニケーション能力、高い洞察力などの多様で非凡な才能を持ち、それらを全くの善意からの「おせっかい」にフル活用する怪人物。
高校で隣の席になった笑介をコミュ症と思い込み、彼が学校生活に馴染めるよう様々な形でサポートしている。なお、笑介の会話の多くは腹話術と二重発生法により瞳が行っている。文化祭やバレンタインデーなどのイベントでは、笑介のスケジュール管理やチョコレートの受付箱を作るなど、マネージャーのような活動をしている。
兄・仁人との関係は良好。部屋は同室で、兄妹で机を並べ、二段ベッドを使用している（瞳は上段）。プライベートを守るために、互いのベッドにバリアが張られているという設定があり、ベッドに入り「バリア」をした場合はそれ以上に踏み込んではならないと定めている。自分を最高の妹と自負しており、バレンタインデーでは兄へのチョコを用意している。兄への呼称は「お兄ちゃん」または「乙」。
兄の恋愛事情にも敏く、高校1年次のときに出会った硝子の兄への好意を知った折には「硝子さんみたいな人がお姉さんだと嬉しいかも」と伝えている。しかしその後、硝子、仁人、万場木とで三角関係にあることを洞察（それぞれに「甲」「乙」「丙」の仮称を当てている）。さらに片居らも交えた恋愛模様を推理した結果、兄の想い人は片居だと誤解していた。そのため兄が硝子と共に母と瞳に交際を明かした時は、しばらく信じることができなかった。兄と硝子の交際を支持しており、それ以後、笑介を「弟」として扱い、ウザ絡みしている。
人気投票 第10位
只野 慈安布（ただの じゃんぬ）
「只野母も只者じゃない気がする。」
仁人と瞳の母。子どもたちとそっくりの顔をしており、微笑んでいることが多い。小心者で、仁人が2年次のGWで古見家と初対面した際には、卑屈にも夫と共に土下座していた。この時に古見秀子と仲良くなっているが、秀子のコミュ強ぶりに内心で怯えている。凡庸な人物だが名前は珍しい。息子のことは「仁ちゃん（ひとちゃん）」と呼ぶ。
仁人が古見を彼女として紹介した際にはしばらく信じることができなかった。理解してからは、息子が彼女として想像以上の美人を連れてきたことに激しく動揺。仁人のためにも古見に失礼のないようにと怯え、古見の言動に対して疑心暗鬼に囚われパニックを起こした。落ち着きを取り戻してからは、古見にあらためて好感を抱いており、泣くほど娘にしたくなった。古見には自分のことを「ジャンヌさん」と呼ぶように勧めている。
只野 父（ただの ？）
仁人の父親。名前不詳。31巻時点で3エピソードしか登場しておらず、人物像の詳細は不明。髪型は前方が前にハネ出ている。
仁人が2年次に古見家と初対面した挨拶の態度は卑屈で、妻と共に土下座していた。その後のBBQでは酔い潰れたらしく、机に突っ伏している。
仁人の3年次では、帰省に紛れ込んでいた長名がはじめた「第一回！笑っちゃダメよ！in只野家」でいきなり笑って失格し、長名にお尻をハリセンで叩かれている。

### 片居家
片居 堅（かたい けん）
誠の父。片居以上に筋骨隆々で非常に威圧感のある容姿をしているが、片居以上にコミュ症のようで思ったことが口に出ず傍から見ると口をパクパクしているようにしか見えない。また道場に入る際に礼節を指摘しようとして高圧的な話し方だったが、以降はフランクな言葉遣いになっている（口をパクパクしているだけで声は出ていない）。
人気投票 第68位（操とペア扱い）
片居 操（かたい みさお）
誠の母。片居宅でのお泊り会の際には着物を着用しており極道の妻のような威圧感のある容姿をしているが、夫同様思ったことが口に出ていない。話し方は普通（声は出ていない）。また普段は着物は着ていないらしい。
人気投票 第68位（堅とペア扱い）
片居 愛（かたい あい）
誠の妹。デコチャリを乗り回し、「天上天下唯我独尊」「喧嘩上等」などが描かれた特攻服を着用していて常に眉間に皺を寄せている典型的な不良。両親と違って普通に話はできるが、周囲の一般的な生徒たちを「軟派な野郎ども」と見ておりコミュニケーションを取ろうとしない。
高校に入学して初めて登校した際に笑介に一目惚れしており、重箱の弁当を渡したりなど独特なアピールをしている。
人気投票 第42位

### 尾根峰家
尾根峰 かずや（おねみね かずや）
声 - 潘めぐみ
尾根峰ねねの弟。5歳（1年生編正月時点）。口元にホクロがある。古見のことをシャアのねーちゃんと呼ぶ。
尾根峰 なな（おねみね なな）
声 - 大久保留美
ねねの妹。目元にホクロがある。2つ結び。古見のことをシャアのねーちゃんと呼ぶ。
尾根峰 のの（おねみね のの）
ねねの妹。額にホクロがある。
人気投票 第87位（かずや、なな、のの、の3人まとめて）
ハルコ
ねねの親戚。子沢山。

### その他の登場人物
河合 羅美（かわい らみ）
中学2年生の只野の初恋相手。同年3学期当時、中二病だった只野を手痛く振った女子として1巻初出だが、28巻に高校3年生での悠修清学校との夏期集中合同合宿で再登場。長名とも同中で面識があり、只野の初恋の人であることは長名が古見らに暴露した。
悠修清学校の生徒会長で、成績は偏差値72で学年1位、全国統一模試6位の才女。また宗教ができるほどのカリスマ的美女。独裁者的な思考の持ち主で、学内では随一の存在として君臨しており、周辺に慕われながらも、自らは周辺に関心を持たずにいる。
将来の人生設計を妄想するほど只野にべた惚れしており、かつて只野を振ったのは、当時は中二病だった彼の人格的成長を促すため。誰よりも自分が只野を幸せにできると強く信じており、再会した只野と交際していた古見に只野を賭けての勝負を挑む。初対面から古見を脅威と感じており、最後は只野への古見の思いに負けたことを悟り身を引いた。河合の気持ちを知った只野からも改めて断られ、過去の彼の態度を謝罪されている。勝負を通して古見の人柄に感服し、古見、只野と3人で結婚することを提案。強引にプロポーズし、古見とはじめての友人、そして婚約者（自称）になった。只野にははっきりプロポーズを断られている。
4歳のころ、引っ込み思案でノロマで優柔不断とコンプレックスを持っていた彼女に親切にしてくれた只野に人生を捧げてもいいと思い、以来、只野に釣り合うことを人生の目標に努力してきた。小学生のころに両親を交通事故で亡くして叔父叔母の憮田家に引き取られ、只野への思いはさらに心の支えになり、その反面、他人を信用せず無関心に生きていた。只野に失恋したことで成長し、自分につき従う酢垣屋、佐瀬内月、鯖江らが自分に寄せる思いを認識し、関係を再構築した。
自宅は高級マンションの最上階1フロア。同居する叔父、叔母、従兄の憮田家の3人を家族ではなく同居人と割り切っていたが、先の夏期集中合同合宿から帰宅した後は主人（河合）と家畜（憮田家）のような関係になっている。なお、憮田医院の経営権を持つ。
大闘争ヌマブクロブラザーズSPECIAL世界戦闘力 12億6800万（30巻）
酢垣屋 メメ（すがきや めめ）、佐瀬内月 あい（させないつき あい）、鯖江 サバ子（さばえ さばこ）
悠修清学校の生徒。河合を憧れ、目標として慕う取り巻きの3人。天然な河合を理解しており、彼女が自分たちに関心を持っていないことを承知して、自分たちが河合に一方的についていく関係性を受け入れている。
酢垣屋はツインテールでいわゆるメスガキ系ルックスのギャル。ビーチフラッグでフラッグ役の只野に大胆に抱きつき、只野を恥ずかしがらせている。佐瀬内月はスレンダーな長身で長髪の黒髪の頭頂部をお団子にしているそばかすの子。巨乳の上理に対抗心を燃やした。しかしフラッグ役の只野には抱きつくことができず、異性慣れしていない様子。また、イチャつく只野と古見にブチ切れている。鯖江はボサボサの短髪でメガネをツケており、いつも飴を咥えている。サバサバした性格。
憮田 権助（ぶた ごんすけ）、憮田 小間（ぶた こま）、憮田 忠臣（ぶた ただおみ）
10年前に両親を喪った河合を引き取った、河合の叔父、叔母、従兄の一家。権助は白衣にメガネの初老男性。小間は着飾った淑女、忠臣はメガネの美青年で東理大学医学部3年。憮田医院を営み、高級マンションの最上階に家を構えているが、その経営権は河合が持っている。
全員が河合を溺愛し、彼女に家畜のごとく仕えている。河合に締め上げられては豚の鳴き声をあげて悦んでいるが、只野には我々はドＭではないと弁明している。長らく、河合と良好な家族関係が作れないことに苦悩していたが、合宿から帰宅した河合がはじめて「ただいま」といったことから愛情が溢れ、現在の関係になってしまった。過去、河合がお金の工面をしたり、医院の経営を立て直したり、一家離散の危機を救ったらしいが詳細は不明。
先生（せんせい）
声 - 生天目仁美
本名は不明。伊旦高校女性教師。テレビアニメでは、担任と表示されている。古見、只野、なじみ、片居、成瀬、米谷が2年生に進級しても、引き続き担当している。マイペースな性格で、眼鏡とジャージを着用している。現在は、3年生の学年主任。
人気投票 第59位
雁巣 真姫（かりす まき）
声 - 伊藤静
古見が12歳の時から通っている美容室「BEYOUGH SHEETS（ビヨウシーツ）」のカリスマ美容師。只野ほどではないが、古見と意思の疎通を図れる。
人気投票 第26位
新井 嘉美子（あらい かみこ）
声 - 長江里加
雁巣真姫にあこがれる新人美容師。古見と意思の疎通ができる只野をカリスマだと勘違いする。
人気投票 第77位
煮田 新児（にた しんじ）、煮田 結（にた むすび）
似た者親子。カリスマレビュアーである上理が、伊旦商店街の通りで唯一入ったことがなかった煮田食堂を営む親子。古見をカリスマレビュアーだと勘違いしている。
人気投票 第91位（新児と結のペア扱い）
しょこら
声 - 高乃麗
猫カフェ「gateau（ガトー）」のボス猫で、メスの黒猫。普段はマタタビを咥えて棚の上（キャットウォーク）で人間たちを見下ろしている。めったに人に懐かないが、猫と触れ合えず落ち込んでいた古見を見かね、自ら膝にのってあげて古見と仲良くなった。
古見友人帳には肉球でハンコをもらっている。
人気投票 第32位
大木 いつや（おおき いつや）、西湖 ちい（さいこ ちい）、路里 ローラ（みちさと ローラ）、塩田 翔太（しおた しょうた）
声 - 小針彩希（西湖）、内山茉莉（路里）、後藤彩佐（塩田）
雪合戦で古見とチームを組んだ小学生たち。それぞれ大きいやつ（一番背が低い）、小さい子（一番背が高い）、ロリ（ファーつきの白いダウン着用）、ショタ（股間に雪玉を打ち込まれた）にかけた名前。雪合戦での古見の活躍を見て以後、古見をサイレントキラー（略称サイキラ）と呼ぶ。夏休みのラジオ体操で古見と再会、木の陰に隠れていた古見に呼びかけて参加を促した。
女子ふたりはそれぞれ別の男子が好きだが、男子同士が互いに「友情を超えたなにか特別な感情」を抱いている。
雪合戦のあとで、全員が古見友人帳に記名している。
人気投票 第98位（大木）、第44位（西湖）、第71位（路里）、第75位（塩田）
重尻 実葉（おもじり みわ）
「重尻先生は、しりが重い。」
教師2年目。伊旦高校2年1組の元副担任。3年1組担任になって、古見、只野、なじみを引き続き担当している。担当科目 公民。性格は学校ではキッチリしているが本当は、ずぼらで生徒の前では、キッチリしていないといけないと思っている。
人気投票 第38位
夏木戸 澪（なつきど れい）
両親とも海外を飛び回っている仕事をしていることから、母が秀子（と将賀の）友人であるため夏休みのうち1週間古見家に預けられた、小学校2年生の女の子。年齢よりも大人びた様子で、誰に対しても敬語を使った冷たい態度で接する『懐き度がゼロ』な女の子だが、中身は年齢通りのいたいけな少女である。本当はみんなと仲良くしたいが両親の都合で転校が多く、仲良くなってもすぐ離れ離れになるならといつしか壁を作るようになった。預けられてから4日目には古見を「硝子お姉ちゃん」と呼ぶようになり、最終日には「友達100人できるかな」勝負を始めることを約束する。マーボーナスが好きで、豆腐も好き。アメリカへ引越すが、この時点で友達42人と古見（この時33人）を上回る。
人気投票 第13位
山田 三十六郎（やまだ さんじゅうろくろう）
瞳、笑介、愛らと同じ貴宰高校のクラスメート。只野以外に名前を正しく言われたことがない。親も名前を間違える。
人気投票 第50位（山田五十郎と表記）
上理 祭（あがり まつり）
上理卑美子の叔母。第146回大旦納涼大花火祭りで、只野たちをバイトとして雇う。一見まともそうだが、祭りが始まるとハイテンションになり、片居のおっぱいを揉んだり、只野の陰茎を握ったりしている。
人気投票 第78位
神主（63）（かんぬし）
コミュ93にて登場。巫女のバイトが1人来れなくなり結子に助けを求めた。
人気投票 第97位
ぴーぷるくん
万場木のペットの金魚。夏祭りで只野のやった金魚すくいの金魚（捕ったのか貰ったのかは、不明。）。
人気投票 第20位
勅使河原 欲子（てしがわら ほしこ）
声 - 向井莉生
古見がバイトをした際にティッシュを欲していた通行人の女性。
人気投票 第37位
井道 為華（いどう なれか）
古見が高速バスに乗った際に乗り合わせた女性。自称高速バスのプロで『移動に慣れている』。古見を正しい"高速バス道"に導くためグミを耳栓代わりにするなど体を張った。
人気投票 第94位
マロン姐さん
猫カフェ「gateau（ガトー）」の高飛車な猫。只野を普通のオトコだと言いつつ懐いた。
人気投票 第61位
タビマル
猫カフェ「gateau（ガトー）」のThe子分な猫。万場木の胸に飛びつく。
人気投票 第66位
千本くじのおばば
声 - 橘U子
夏祭りで千本くじの屋台をやっているおばば。緻密な戦略で引かせないようにしていたゲーム機を古見に取られてしまった。
人気投票 第36位
天上院 旅有子（てんじょういん りょうこ）
声 - 内田真礼
1年の修学旅行で登場したバスガイドの女性。噛んだり生徒たちに振り回されていた。
人気投票 第52位
ミラ
夏木戸澪のアメリカでできた1人目の友達。背が高く、澪曰く美人。口が悪く父をバカにされ言った人を噛んでしまったことから同級生などに「ティラノ」と呼ばれ怖がられ、ハブられていたが世話好きなこともあり澪と友達になった。ギザ歯が特徴、髪はクシャクシャで長く前髪は目の下まである。21巻おまけで「友達100できるかな？」リストに加わった古見の41人目の友達。
ゴールデンスカルズ
ナンパをするために観光地に集うパリピ集団5人組。しかし、ナンパ初心者のため一度も成功していない。全員なじみの友達。略してゴルスカ。「てつふみ」を除いて名前は不明。
明戸 達人（あきど たつひと）
メイドの達人。普通にオタク。伊旦高校大乱闘23回にて1-1のメイド喫茶に訪れたほか、第24回文化祭にも訪れている。32歳（1年生編時）。男性。諏手寺宿とは幼稚園児からの馴染みでお互い毛嫌いしているが、2年生編から数えて3年後に結婚する。
人気投票 第60位
諏手寺宿 蓮（すてじじゅく れん）
演劇鑑賞家。ステージの熟練。33歳（2年生編時）の女性。伊旦高校第24回文化祭に訪れ2年1組の「演劇」を鑑賞した。明戸とは幼稚園児からの馴染みでお互い毛嫌いしているが、2年生編から数えて3年後に結婚する。
教頭 先生（きょうとうせんせい）
声 - 富沢美智恵
名前は不明。女性。伊旦高校の教頭。体育祭で審査員を務める。古見に不用意に膨大な得点を与え怒られている。
人気投票 第80位

## 定例イベント・会合
作中での定例のイベントや定番ネタについての解説（一般的な学校行事を除く）。
◯◯の女子、付き合うなら誰？
作中の特定の女子と交際する妄想のエピソードを持ち寄って語り合い、互いに品評する会合。女子には内緒で定期的に開催されている。最初は地洗井、園田、忍野の3人（と聞き耳を立てている只野）の雑談として始まり、2回目より「クラスの女子、付き合うなら誰？」と命名、13回目では「学校の女子、付き合うなら誰？」に改題しており、メンバーが増加。またメンバーはアルファベット１文字が白で書かれた黒い覆面を被って正体を隠すようになっている。
妄想の対象者は学内外で、かつ女子とは限らない。また覆面の正体も男子とは限らない。また妄想の対象者の人物像や設定は、実際のものとは異なる。メンバーG以外は古見での妄想に苦戦しており「今月の古見さん」なるコーナーを設け、メンバーの持ち回りで妄想の連載を発表しているらしい。また、妄想の一環として「伊旦高校でグラビア雑誌を作ろう!」の編集会議も実施している。3年次の夏休みには、ほとんどのクラスメイトと妄想で交際してしまったらしい。
覆面の正体はそれぞれ以下の通り。
A…地洗井茂夫：長名、上理、安置、阿瀬、鯖江で妄想。創設メンバー。
B…園田大勢：山井、中々、尾根峰、葛藤、芋島、腐島、酢垣屋で妄想。創設メンバー。
C…忍野裳乃：井中、矢田野、尾鶏、小御縁、左藤、佐瀬内月で妄想。創設メンバー。
D…尊井 尊：潔、椎名で妄想。趣向としては只野くんちゃんもOK。「河川敷エロ本探し部」の外部会合として参加。
E…緒杯珠紀：万場木、飯田で妄想。妄想の中では緒杯珠紀男なる大柄でマッチョな男性で、バストを強調する妄想を好む。「河川敷エロ本探し部」の外部会合として参加。
F…福数寄 夏：只野くんちゃん、岸で妄想。只野くんちゃんで興奮している。グラビア編集企画でも只野くんちゃんのページを担当し、たびたびGを動揺させている。「河川敷エロ本探し部」の外部会合として参加。
G…只野仁人：新人。主に聞き役、ツッコミ役。メンバーで唯一、古見を対象にした妄想が得意。最初はそばで聞き耳を立てているだけだったが、13回より覆面参加。尊井に誘われ正式メンバーになった。
H…撫田忠臣：覆面をつけておらず、額にHの文字が書かれている。3年次の夏祭りにて乱入、河合を対象にしたドＭな妄想で、不在のG以外のメンバーを驚嘆させた。その場の誰とも面識がなく、自らを「Hな豚さんとでも呼んでくれ」と言い残し立ち去った。
河川敷エロ本探し部
文字通り、河川敷に捨てられているエロ本を探し歩く野外活動部。夏ごろに描かれるエピソード。メンバーは尊井、緒杯、福数寄。たまたまその場に立ち会わせた只野も3人から一方的にメンバーにされている。
まず「良い棒」となる適当な木の枝を拾って装備し、雑談をしながら河川敷を散策、草むらを良い棒でかき分けて捨てられたエロ本を探しつつ、コンビニに立ち寄ったり、川で小石を使った水切り遊びをしたりして遊んでいる。尊井はこれを世界平和のための活動と語っている。
2年次ではエロ本を発見するも、現場に現れた古見と万場木から隠すため、直ちに本は遺棄された。3年次ではエロ本を発見するも、全身黒ずくめの謎の人物「NZM」（正体は長名）が現れ、エロ本を巡るゲームをさせられる。只野が勝利するが、彼女がいる只野は不要として3人に渡した。
「◯◯の女子、付き合うなら誰？」は「河川敷エロ本探し部」の外部会合の位置付けになっている。
夏服着こなしグランプリ
薄着に衣替えする初日に開催されるファッションチェックのイベント。主催は尊井で2年次では1組のみで行われ、3年次では尊井が生徒会長の潔にしつこく交渉し、根負けした潔が許可して全校規模での開催に至った。
2年次の審査員は福数寄、緒杯。3年次は江藻山が加わっており、只野が名誉責任者にされている。
なお、尊井、福数寄、緒杯は、2年次に「笑顔撮影会」の審査員も担当している。
絶対にうるさくしてはいけないテスト勉強in図書館
図書館で行われる期末試験対策の勉強会。略称「絶うるテス勉」。創設メンバーは長名、古見、只野の3人で、加えて毎回ゲストを招いている。初出の時点で第四回。第九回では校内放送で宣伝される全校的イベントになっており、予選も実施された模様。解説・実況、固定ファンもついている。
参加者、および関係者は以下の通り。
（創設メンバー：第一回より参加）
長名：第九回シード。
古見：第九回では「反省の女王」の二つ名がついている。
只野
（ゲスト参加者）
片居（第二回）、成瀬（第三回）、米谷（第三回優勝者）、万場木（第四回）、小間川（第九回）、椎名（第九回、本戦棄権）、矢田野（第九回、繰り上がり本戦参加）、鬼ヶ島（第六回、第九回）、黒板（第九回）、主城（第九回）
（図書委員ハリセン部隊）
檎林美（第一回-不明）、上理（第一回-）、万力ハリセンロボGRM（第九回）
（解説・実況）
会沢 実（第九回解説・実況）、米谷（第九回解説）
大闘争ヌマブクロブラザーズSPECIAL対戦
「大闘争ヌマブクロブラザーズ」は、家庭用ゲーム機でプレイする他人数ゲーム（1-4人）。古見の世代は小学生の時に大流行したので、ほぼ全員がプレイできる。格闘ゲームだが、HPはなく相手を沼に落としたら勝ちの特殊なシステムと、登場キャラの多さが売り。
初出時のゲームは「大闘争ヌマブクロブラザーズ」だが、以後はシリーズ最新作「大闘争ヌマブクロブラザーズSPECIAL」がプレイされている。後者はオンラインゲームであり、その時点のプレイヤーの強さの指標として「世界戦闘力」が与えられている。
「大闘争ヌマブクロブラザーズ」および「大闘争ヌマブクロブラザーズSPECIAL」での対戦プレイが行われた場所と参加者は以下の通り。
【中々家】
1年次。初めて友人を招いた中々の部屋に集まった面々でプレイ。古見はこれが初プレイ。
（参加者）古見、只野、長名、中々
【古見家】
2年次の古見家での古見さん誕生日会兼クリスマス会に集まった人たちで行われた「ヌマブラトーナメント 古見家ビンタ杯」。優勝者は古見のビンタを受けられるというもの。
（第一試合）山井、地洗井、園田、忍野
（第二試合）中々、万場木、上理、古見
（第三試合）長名、只野、佐々木、岸
（第四試合）鬼ヶ島、矢田野、米谷、成瀬
（決勝）山井（優勝）、中々、佐々木、米谷
【古見家】
3年次。古見の婚約者を自称する河合と山井が衝突。中々がゲームでの決着を提案して行われた。
（参加者）河合（優勝）、山井、中々
加藤家女子会
加藤家の加藤の自室で、不定期に開催される恋バナ＆恋愛事情の報告会。主催者は主として加藤と佐々木で、ふたりの周辺のクラスメイトの恋愛に進展がある際に開催される。また通例として、加藤の母・八九七の趣味で、参加者は八九七がコレクションする華やかな着物を着付けされることになっている。
建前は恋愛の渦中にある女子から恋愛事情をうかがう報告会だが、実態としては加藤、佐々木による尋問と自白の強要や推理が行われており、それをネタに恋バナをするというもの。冷やかしやツッコミで盛り上がるが、真面目なアドバイスや親身な相談の場にもなっている。また、ここでの恋バナは加藤の将棋の好成績に反映されている。
参加者と主な話題は以下の通り。
【1回目】加藤、佐々木、古見
2年次。話題は古見と只野の進展状況。古見はバレンタイン、ホワイトデー、GWでの出来事を報告させられた。ふたりに告白を勧められた古見は赤面し、自分のペースで頑張るという結論になった。
【2回目】加藤、佐々木、古見
2年次。夏祭りで万場木と只野を目撃、三角関係を察した加藤と佐々木により緊急招集。脱線して、古見は夏休みに只野に自転車を教えてもらった件について根掘り葉掘り聞かれた。只野と万場木について聞かれた古見は「仲良くなっててうれしかった」と回答。
【3回目】加藤、佐々木、古見
2年次。加藤の女流鳳凰戦ベスト4進出のお祝いだったが、プレッシャーに苦しむ加藤を元気づけるために古見の恋バナを明かす流れになった。文化祭での出来事について限られたヒントから、加藤が棋士の読みで三角関係の状況を把握。ふたりは古見を励ましつつ、面白がって次回は万場木を呼ぼうという話になった。
【4回目】加藤、佐々木、古見、万場木
2年次。古見、只野、万場木がスノボにいったことから開催。いきなり呼び出された万場木は只野とホテルに一泊した件を詳細に追求された。刺激の強い内容に盛り上がる。古見も行きのバスでのことを報告させられた。
【5回目】加藤、佐々木、古見、万場木、阿瀬、潔
3年次。万場木が阿瀬と成瀬の交際を確認して緊急招集。古見以外の4人の圧を受けた阿瀬が告白の詳細や成瀬評を報告したが、「チューした？」は否定。流れで万場木が古見に「（只野とチュー）したら…？」と激重感情を向けている。阿瀬の報告で潔は気絶。

## 用語
コミュ症（コミュニケーション障害）
他者とのコミュニケーションを苦手とする症状、あるいはそうした症状を持つ人。作者によれば「コミュ症」という言葉は自身の考え違いから生まれたもので、実際には「コミュニケーション障害」の略である「コミュ障」と記すのが正しいが、元から頭の中にあった「コミュ症」という言葉を作中でも使い続けているという。この場合「コミュ症」とは「コミュニケーションを苦手とする症状」の略であるとしている。
また注意点として、苦手とするだけで関わりを持ちたくないとは思っていない、という説明が『サンデー』本誌では毎回付けられている。
私立伊旦高校（しりついたんこうこう）
古見、只野らが通う物語の中心となる学校。県内有数の進学校。しかし、試験方法は面接のみ（筆記試験も体面上実施）、合格基準が個性の奇人・変人・はぐれ者・異端者、などアクの強い者だけが集まる学校。元生徒会長で現理事長代理の伊調せとか曰く伊旦高校は彼女の祖父が経営する学校法人で「伊旦の伊は伊調の伊」。

## 書誌情報
- オダトモヒト 『古見さんは、コミュ症です。』 小学館〈少年サンデーコミックス〉、全37巻
  1. 2016年9月16日発売[小 1]、ISBN 978-4-09-127343-7
  2. 2016年12月16日発売[小 2]、ISBN 978-4-09-127426-7
  3. 2017年3月17日発売[小 3]、ISBN 978-4-09-127509-7
  4. 2017年6月16日発売[小 4]、ISBN 978-4-09-127575-2
  5. 2017年7月18日発売[小 5]、ISBN 978-4-09-127664-3
  6. 2017年10月18日発売[小 6]、ISBN 978-4-09-127856-2
  7. 2017年12月18日発売[小 7]、ISBN 978-4-09-127885-2
  8. 2018年3月16日発売[小 8]、ISBN 978-4-09-128091-6
  9. 2018年6月18日発売[小 9]、ISBN 978-4-09-128254-5
  10. 2018年9月18日発売[小 10]、ISBN 978-4-09-128390-0
  11. 2018年12月18日発売[小 11]、ISBN 978-4-09-128590-4
  12. 2019年3月18日発売[小 12]、ISBN 978-4-09-128802-8
  13. 2019年6月18日発売[小 13]、ISBN 978-4-09-129166-0
  14. 2019年8月16日発売[小 14]、ISBN 978-4-09-129329-9
  15. 2019年11月18日発売[小 15]、ISBN 978-4-09-129441-8
  16. 2020年2月18日発売[小 16]、ISBN 978-4-09-129555-2
  17. 2020年5月18日発売[小 17]、ISBN 978-4-09-850072-7
  18. 2020年9月18日発売[小 18]、ISBN 978-4-09-850178-6
  19. 2020年11月18日発売[小 19]、ISBN 978-4-09-850277-6
  20. 2021年2月18日発売[小 20]、ISBN 978-4-09-850389-6
  21. 2021年5月18日発売[小 21]、ISBN 978-4-09-850529-6
  22. 2021年8月18日発売[小 22]、ISBN 978-4-09-850644-6
  23. 2021年10月18日発売[小 23]、ISBN 978-4-09-850720-7
  24. 2022年1月18日発売[小 24]、ISBN 978-4-09-850866-2
  25. 2022年4月18日発売[小 25]、ISBN 978-4-09-851058-0
  26. 2022年7月15日発売[小 26]、ISBN 978-4-09-851185-3
  27. 2022年10月18日発売[小 27]、ISBN 978-4-09-851349-9
  28. 2023年1月18日発売[小 28]、ISBN 978-4-09-851532-5
  29. 2023年4月18日発売[小 29]、ISBN 978-4-09-852027-5
  30. 2023年7月18日発売[小 30]、ISBN 978-4-09-852611-6
  31. 2023年10月18日発売[小 31]、ISBN 978-4-09-852853-0
  32. 2024年1月18日発売[小 32]、ISBN 978-4-09-853073-1
  33. 2024年4月17日発売[小 33]、ISBN 978-4-09-853220-9
  34. 2024年7月18日発売[小 34]、ISBN 978-4-09-853434-0
  35. 2024年10月18日発売[小 35]、ISBN 978-4-09-853635-1
  36. 2025年1月17日発売[小 36]、ISBN 978-4-09-853813-3
  37. 2025年3月18日発売[小 37]、ISBN 978-4-09-854029-7
- オダトモヒト 『古見さんは、コミュ症です。アニメ化記念 1〜4巻SPプライスパック』 小学館〈少年サンデーコミックス〉、2021年8月18日発売[小 38]、ISBN 978-4-09-850709-2
- オダトモヒト 『古見さんは、コミュ症です。 公式ファンブック』 小学館〈少年サンデーコミックス〉、2021年10月18日発売[小 39]、ISBN 978-4-09-850743-6

## テレビドラマ
2021年9月6日から11月1日までNHK総合テレビ「よるドラ」枠にて放送された。主演は増田貴久。
原作とは登場人物設定が一部変更されており、主に2年時のクラスメイトが最初から登場しており1年時のキャラクターは古見、只野、なじみ、片居以外ほぼ登場しない。
2022年、第38回ATP賞テレビグランプリドラマ部門奨励賞受賞。

### キャスト（テレビドラマ）
只野仁人（ただの ひとひと）
演 - 増田貴久
高校1年生。何事も普通に波風立たない高校生活を送ろうとしている。
特技は「空気を読むこと」と本人は思っているが、男女の機微にはうとい。
古見硝子（こみ しょうこ）
演 - 池田エライザ（幼少期:岡本望来）
高校1年生。校内のマドンナ的存在。
極度のコミュ症で、人と話すのが苦手なため、「どうやって話しかけよう」などと考えがち。
万場木留美子（まんばぎ るみこ）
演 - 吉川愛
派手なヤマンバメイクとギャル語のために周囲から浮いている。
一見陽キャに見えるが、見た目とは裏腹にあまり勇気を出せずに本当の自分を隠してしまっている。
長名なじみ（おさな なじみ）
演 - ゆうたろう（幼少期:大岡周太郎）
本人曰く、学校の生徒全てが幼なじみ。
誰の懐にもあっという間に入り込み、友だちになれるという驚異的なコミュニケーション能力を有する。
阿瀬志吹（あせ しぶき）
演 - 筧美和子
人一倍汗っかきという悩みがあり、常に大量の制汗スプレーを吹きかけている。
汗っかきな体質を気にしていることから、深い人付き合いを避けながら生活している。
潔清子（いさぎ きよこ）
演 - 大西礼芳
極度の潔癖症。
生徒会の会長選挙に立候補することになり、古見さんの応援の申し出を古見さんの人気を利用したくないからと断る。
成瀬詩守斗（なるせ しすと）
演 - 城田優
二学期から転校してきた超絶ナルシスト系男子で自己主張を大事にする。過去に苦い経験から かたくなに友達を作らない。
片居誠（かたい まこと）
演 - 溝端淳平
周囲にナメられないためにイカついキャラを装っているが、実は人に話しかけるのが怖い小心者。
中学時代に友だちもできずに不登校になってしまった過去を持つ。マレーシアに転校した。
担任
演 - 永野宗典
硝子たちのクラスの担任。
おばあさん
演 - 大貫花子
只野が通学途中の歩道で出会う。
園田大勢（そのだ たいせい）
演 - 佐藤悠雅
緑川（みどりかわ）
演 - 木下彩音
只野と同じ文化祭実行委員。
語り
演 - 高橋克実

### スタッフ（テレビドラマ）
- 原作 - オダトモヒト『古見さんは、コミュ症です。』
- 脚本 - 水橋文美江[28]
- 音楽 - 瀬川英史[28]
- 主題歌 - aiko「あたしたち」（ポニーキャニオン）[26][29]
- 演出 - 岡下慶仁、石井永二[28]
- 総合演出 - 瑠東東一郎[28]
- 製作統括 - 樋口俊一、高城朝子[28]
- プロデューサー - 大沼宏行[28]
- 制作・著作 - NHK

### 放送日程
| 放送回 | 放送日   | 演出       |
| ------ | -------- | ---------- |
| 第1回  | 09月06日 | 瑠東東一郎 |
| 第2回  | 09月13日 | 瑠東東一郎 |
| 第3回  | 09月20日 | 岡下慶仁   |
| 第4回  | 09月27日 | 岡下慶仁   |
| 第5回  | 10月04日 | 瑠東東一郎 |
| 第6回  | 10月11日 | 石井永二   |
| 第7回  | 10月18日 | 石井永二   |
| 最終回 | 11月01日 | 瑠東東一郎 |

- 第5回は、21:00からの『ニュースウオッチ9』が岸田文雄首相の就任記者会見の生中継や岸田文雄内閣発足関連ニュースに伴い22:30まで拡大放送されたため、30分繰り下げ（23:15 - 23:45）。
- 10月25日は第49回衆議院議員総選挙の政見放送のため、休止。

| NHK総合 よるドラ                                        | NHK総合 よるドラ                                            | NHK総合 よるドラ                                                 |
| 前番組                                                  | 番組名                                                      | 次番組                                                           |
| ------------------------------------------------------- | ----------------------------------------------------------- | ---------------------------------------------------------------- |
| いいね! 光源氏くん し〜ずん2 （2021年6月7日 - 6月28日） | 古見さんは、コミュ症です。 （2021年9月6日 - 2021年11月1日） | 阿佐ヶ谷姉妹の のほほんふたり暮らし （2021年11月8日 - 12月20日） |

## テレビアニメ
テレビ東京ほかにて放送。ナレーションは日髙のり子。
第1期は2021年10月7日から12月23日まで放送された。第2期は2022年4月7日から6月23日まで放送され、第1期は未放送だったBSテレ東でも放送された。
2022年9月、美容・健康機器メーカー「ヤーマン」とのコラボレーション企画が発表され、同社のヘアケア製品アンバサダーに古見硝子が就任した。コラボ期間は同年9月6日から12月5日まで。

### スタッフ（テレビアニメ）
- 原作 - オダトモヒト[8][9]
- スーパーバイザー - 長谷川友紀
- 総監督 - 渡辺歩[8][9]
- 監督 - 川越一生[8][9]
- 副監督 - 難波功
- シリーズ構成 - 赤尾でこ[8][9]
- キャラクターデザイン - 中嶋敦子[8][9]
- メインアニメーター - 早川麻美、野村治嘉、鳥井隼人
- プロップデザイン - 佐藤和巳
- 美術監督 - 佐藤勝[11]
- 美術設定 - 長谷川弘行、重川優輝（第2期）
- 色彩設計 - 林由稀[11]
- 撮影監督 - 並木智[11]
- CGディレクター - 永井有
- 編集 - 小島俊彦[11]
- 音楽 - 橋本由香利[11][9]
- 音響監督 - 渡辺淳[11]
- 音楽プロデューサー - 穴井健太郎、大隅啓良
- 音楽協力 - 日本コロムビア、小学館ミュージック&デジタル エンタテイメント
- プロデューサー - 紅谷佳和（第1 - 16話）、山田唯莉子（第17話 - ）、伊藤香織、近藤秀峰、谷口博康、川崎あやね（第1期）、間宮孝治（第2期）
- アニメーションプロデューサー - 児島宏明
- アニメーション制作 - OLM TEAM KOJIMA[8][9]
- 制作 - 小学館集英社プロダクション[34][9]
- 製作 - 私立伊旦高校

### 主題歌
「シンデレラ」
サイダーガールによる第1期オープニングテーマ。作詞・作曲はYurin、編曲は江口亮。
「シンパシー」
Kitriによる第1期第1話エンディングテーマ。作詞はMona、Hina、作曲はMona、編曲はKitri。
「ヒカレイノチ」
Kitriによる第1期第2話以降のエンディングテーマ。作詞はMona、Hina、作曲はMona、編曲は網守将平、Kitri。

「青100色」
伊藤美来による第2期オープニングテーマ。作詞は川本真琴、日吉円子、作曲は川本真琴、編曲は水口浩次。
「小喋日和」
FantasticYouthによる第2期エンディングテーマ。作詞はOnyu、作曲・編曲はLowFat。

### 各話リスト
| 話数   | サブタイトル | 脚本     | 絵コンテ                   | 演出                           | 作画監督                                                                                                  | 総作画監督                      | 初放送日       |       |       |       |       |       |       |       |       |       |       |       |       |       |       |       |       |       |
| 第1期  | 第1期 | 第1期    | 第1期                      | 第1期                          | 第1期 | 第1期                           | 第1期          | 第1期 | 第1期 | 第1期 | 第1期 | 第1期 | 第1期 | 第1期 | 第1期 | 第1期 | 第1期 | 第1期 | 第1期 | 第1期 | 第1期 | 第1期 | 第1期 | 第1期 |
| ------ | --- | -------- | -------------------------- | ------------------------------ | --- | ------------------------------- | -------------- | ----- | ----- | ----- | ----- | ----- | ----- | ----- | ----- | ----- | ----- | ----- | ----- | ----- | ----- | ----- | ----- | ----- |
| 第1話  | コミュ01「喋りたいんです。」 | 赤尾でこ | 川越一生                   | 川越一生                       | 早川麻美 近藤瑠衣 小川茜                                                                                  | 中嶋敦子                        | 2021年 10月7日 |       |       |       |       |       |       |       |       |       |       |       |       |       |       |       |       |       |
| 第2話  | コミュ02「幼馴染です。」コミュ03「殺し屋じゃないです。」コミュ04「はじめてのおつかいです。」                                                           | 赤尾でこ | 柴田匠                     | 安東大瑛                       | 澤村亨 村上彩香 森本浩文                                                                                  | 廣田茜                          | 10月14日       |       |       |       |       |       |       |       |       |       |       |       |       |       |       |       |       |       |
| 第3話  | コミュ05「あがり症です。」コミュ06「携帯電話です。」コミュ07「委員会決めです。」コミュ08「間違い電話です。」コミュ09「齋藤さんです。」                 | 赤尾でこ | 川越一生                   | 田中貴大                       | 吉田翔太 森悦史 吉田和香子 近響子 袖山麻美                                                                | 中嶋敦子                        | 10月21日       |       |       |       |       |       |       |       |       |       |       |       |       |       |       |       |       |       |
| 第4話  | コミュ10「身体検査です。」コミュ11「恋です。」 | 赤尾でこ | 川畑えるきん               | 川畑えるきん                   | 香月麻衣子 小川茜                                                                                         | 廣田茜                          | 10月28日       |       |       |       |       |       |       |       |       |       |       |       |       |       |       |       |       |       |
| 第5話  | コミュ12「夏服です。」コミュ13「体力測定です。」コミュ14「ヤサイニンニクアブラマシマシカラメです。」コミュ15「血の契約です。」                         | 赤尾でこ | 筆坂明規                   | 内野宮晃希                     | 野上慎也 Song Hyeonju Park Songhwa Bae Geonyeong Park Jaeseok                                             | 中嶋敦子 廣田茜                 | 11月4日        |       |       |       |       |       |       |       |       |       |       |       |       |       |       |       |       |       |
| 第6話  | コミュ16「ギャグです。」コミュ17「買い物です。」コミュ18「美容院です。」コミュ19「モヤモヤです。」コミュ20「テスト勉強です。」コミュ21「夏休みです。」 | 鈴森ゆみ | 渡部穏寛                   | 村田尚樹                       | 小田真弓 山下菜摘 中熊太一 吉田翔太 古池ゆかり                                                            | 廣田茜                          | 11月11日       |       |       |       |       |       |       |       |       |       |       |       |       |       |       |       |       |       |
| 第7話  | コミュ22「プールです。」コミュ23「かき氷です。」コミュ24「図書館です。」コミュ25「公園です。」                                                         | 鈴森ゆみ | 北条史也                   | 横手颯太                       | 藤崎真吾 金内恵美里 森谷春樹 小園菜穂                                                                     | 中嶋敦子                        | 11月18日       |       |       |       |       |       |       |       |       |       |       |       |       |       |       |       |       |       |
| 第8話  | コミュ26「お盆です。」コミュ27「お祭りです。」コミュ28「夏休みも終わりです。」                                                                         | 赤尾でこ | 筆坂明規                   | 石田暢                         | 野上慎也 Song Hyeonju Jo Wonha Bae Geonyeong Kim Ranyeong                                                 | 中嶋敦子                        | 11月25日       |       |       |       |       |       |       |       |       |       |       |       |       |       |       |       |       |       |
| 第9話  | コミュ29「田舎の子です。」コミュ30「テレビゲームです。」コミュ31「アルバイトです。」コミュ32「顔にゴミがついてます…です。」                            | 鈴森ゆみ | 川畑えるきん               | 徐恵眞                         | 日影工房                                                                                                  | 廣田茜                          | 12月2日        |       |       |       |       |       |       |       |       |       |       |       |       |       |       |       |       |       |
| 第10話 | コミュ33「体育祭です。」コミュ34「ちょっと苦しいような気持ちです。」コミュ35「プリントシールです。」                                                   | 鈴森ゆみ | 矢嶋哲生                   | 是本晶                         | 早川麻美 香月麻衣子 近藤瑠衣 金城美保                                                                     | 中嶋敦子                        | 12月9日        |       |       |       |       |       |       |       |       |       |       |       |       |       |       |       |       |       |
| 第11話 | コミュ36「文化祭の出し物です。」コミュ37「文化祭準備です。」コミュ38「チラシ配りです。」コミュ39「文化祭前日です。」コミュ40「メイドです。」           | 鈴森ゆみ | 博多正寿                   | 野呂真太郎                     | たかぎじゅん 福島喜晴                                                                                     | 廣田茜                          | 12月16日       |       |       |       |       |       |       |       |       |       |       |       |       |       |       |       |       |       |
| 第12話 | コミュ41「文化祭です。」コミュ42「後夜祭です。」コミュ43「打ち上げです。」                                                                             | 赤尾でこ | 博多正寿 川越一生          | 川畑えるきん 石丸史典 川越一生 | 野村治嘉 金城美保 土方友希 小川茜 難波功 香月麻衣子 近藤瑠衣 廣田茜 早川麻美                              | 中嶋敦子                        | 12月23日       |       |       |       |       |       |       |       |       |       |       |       |       |       |       |       |       |       |
| 第2期  | |          |                            |                                | |                                 |                |       |       |       |       |       |       |       |       |       |       |       |       |       |       |       |       |       |
| 第13話 | コミュ44「冬の訪れです。」コミュ45「不良です。」コミュ46「中々さんちで勉強です。」コミュ47「期末テストです。」                                         | 赤尾でこ | 川越一生                   | 是本晶                         | 小川茜 近藤瑠衣 石丸史典                                                                                  | 中嶋敦子                        | 2022年 4月7日  |       |       |       |       |       |       |       |       |       |       |       |       |       |       |       |       |       |
| 第14話 | コミュ48「台風です。」コミュ49「妄想です。」コミュ50「ネコカフェです。」コミュ51「愛してるゲームです。」                                               | 鈴森ゆみ | 頂真司                     | 石田暢                         | 清水博幸 桜井木の実 成瀬藍 山村俊了                                                                       | 中嶋敦子 早川麻美 廣田茜        | 4月14日        |       |       |       |       |       |       |       |       |       |       |       |       |       |       |       |       |       |
| 第15話 | コミュ52「気持ちです。」コミュ53「妄想です。2」コミュ54「お昼のお誘いです。」コミュ55「石焼き芋です。」                                                | 鈴森ゆみ | 小島正士                   | 前屋俊広                       | 野上慎也 Bae Geon yeong Kim Ran yeong Hwang Mi jeong Han Eun mi Park Song hwa                             | 中嶋敦子 早川麻美 廣田茜        | 4月21日        |       |       |       |       |       |       |       |       |       |       |       |       |       |       |       |       |       |
| 第16話 | コミュ56「メリークリスマス…です。」 | 鈴森ゆみ | 博多正寿                   | -                              | 中島駿 石原彩子 大久保歩美 関本美穂 南伸一郎                                                              | 中嶋敦子 早川麻美 廣田茜        | 4月28日        |       |       |       |       |       |       |       |       |       |       |       |       |       |       |       |       |       |
| 第17話 | コミュ57「雪だるまです。」コミュ58「雪合戦です。」コミュ59「年末です。」コミュ60「元旦です。」                                                         | 鈴森ゆみ | 髙木啓明                   | 髙木啓明                       | 近藤瑠衣 中野彰子                                                                                         | 中嶋敦子 小川茜                 | 5月5日         |       |       |       |       |       |       |       |       |       |       |       |       |       |       |       |       |       |
| 第18話 | コミュ61「それぞれのお正月です。」コミュ62「アイススケートです。」コミュ63「風邪です。」                                                               | 鈴森ゆみ | 小島正士                   | 前田基匡                       | 迫江沙羅 平馬浩司 前嶋弘史 金正男 渡辺桂太 松本勝次 野村治嘉 玄機株式会社                                 | 中嶋敦子 早川麻美 廣田茜 小川茜 | 5月12日        |       |       |       |       |       |       |       |       |       |       |       |       |       |       |       |       |       |
| 第19話 | コミュ64「誤解です。」コミュ65「幻覚です。」コミュ66「ナルシストです。」コミュ67「修学旅行の班決めです。」                                             | 鈴森ゆみ | 菅野幸子                   | 菅野幸子                       | 香月麻衣子                                                                                                | 中嶋敦子 廣田茜                 | 5月19日        |       |       |       |       |       |       |       |       |       |       |       |       |       |       |       |       |       |
| 第20話 | コミュ68「修学旅行です。」 | 鈴森ゆみ | 小島正士                   | 橋本みつお                     | 丹澤学 福島喜晴                                                                                           | 中嶋敦子 早川麻美 廣田茜        | 5月26日        |       |       |       |       |       |       |       |       |       |       |       |       |       |       |       |       |       |
| 第21話 | コミュ69「修学旅行2日目です。」 | 鈴森ゆみ | 博多正寿                   | 前屋俊広                       | - | 中嶋敦子 早川麻美 廣田茜 小川茜 | 6月2日         |       |       |       |       |       |       |       |       |       |       |       |       |       |       |       |       |       |
| 第22話 | コミュ70「バレンタインです。」 | 鈴森ゆみ | 小島正士                   | -                              | 桜井木ノ実 杜伟峰 魏旭龍 陈亮 Park Song-hwa Kim Ran-yeong Han Eun-mi Song Hyeon-ju Back Yeon-ju Jo Won-ha | 中嶋敦子                        | 6月9日         |       |       |       |       |       |       |       |       |       |       |       |       |       |       |       |       |       |
| 第23話 | コミュ71「伝線です。」コミュ72「鬼に金棒です。」コミュ73「甘いです。」コミュ74「ケンカです。」                                                         | 赤尾でこ | 川畑えるきん               | 川畑えるきん                   | 中野彰子 Lee Jong Man Ho Sung Jin                                                                         | 中嶋敦子                        | 6月16日        |       |       |       |       |       |       |       |       |       |       |       |       |       |       |       |       |       |
| 第24話 | コミュ75「ホワイトデーです。」コミュ76「1年間です。」                                                                                                  | 赤尾でこ | 四ノ宮春 小島正士 川越一生 | 四ノ宮春 川越一生              | 近藤瑠衣 香月麻衣子 早川麻美 小川茜 廣田茜 野村治嘉 土方友希                                              | 中嶋敦子                        | 6月23日        |       |       |       |       |       |       |       |       |       |       |       |       |       |       |       |       |       |

### 放送局（テレビアニメ）
| 放送期間                                   | 放送時間                     | 放送局     | 対象地域   | 備考     |
| ------------------------------------------ | ---------------------------- | ---------- | ---------- | -------- |
| 2021年10月7日 - 12月23日                   | 木曜 0:00 - 0:30（水曜深夜） | テレビ東京 | 関東広域圏 | 製作参加 |
|                                            | 木曜 1:35 - 2:05（水曜深夜） | テレビ大阪 | 大阪府     |          |
|                                            | 木曜 2:05 - 2:35（水曜深夜） | テレビ愛知 | 愛知県     |          |
| テレビ東京、テレビ大阪では字幕放送を実施。 |                              |            |            |          |

| 放送期間               | 放送時間                     | 放送局     | 対象地域   | 備考        |
| ---------------------- | ---------------------------- | ---------- | ---------- | ----------- |
| 2022年4月7日 - 6月23日 | 木曜 0:00 - 0:30（水曜深夜） | テレビ東京 | 関東広域圏 | 製作参加    |
|                        | 木曜 0:30 - 1:00（水曜深夜） | BSテレ東   | 日本全域   | BS/BS4K放送 |
|                        | 木曜 1:35 - 2:05（水曜深夜） | テレビ大阪 | 大阪府     |             |
|                        | 木曜 2:05 - 2:35（水曜深夜） | テレビ愛知 | 愛知県     |             |

インターネットでは、Netflixにて独占配信。この他、『おはスタ』内では2021年10月11日より毎週月・火曜などにセレクション放送を実施。
| テレビ東京 木曜 0:00 - 0:30（水曜深夜）                                                                | テレビ東京 木曜 0:00 - 0:30（水曜深夜）                                                 | テレビ東京 木曜 0:00 - 0:30（水曜深夜） |
| 前番組                                                                                                 | 番組名                                                                                  | 次番組                                  |
| --- | --------------------------------------------------------------------------------------- | --------------------------------------- |
| ただ離婚してないだけ ※0:00 - 0:40 【ここまで『ドラマホリック!』枠】 【ここまでネットワークセールス枠】 | 古見さんは、コミュ症です。（第1期） 【ここからアニメ枠】 【ここからローカルセールス枠】 | オリエント（第1クール）                 |
| オリエント（第1クール）                                                                                | 古見さんは、コミュ症です。（第2期）                                                     | 新テニスの王子様 U-17 WORLD CUP         |